# Abadía de la Trinidad de Fécamp
La abadía de la Trinidad de Fécamp (en francés: abbaye de la Trinité de Fécamp) es una abadía benedictina francesa, de origen medieval, construida en el recinto del castillo de los duques de Normandía en Fécamp (hoy departamento de Seine-Maritime, Normandía), en la valleuse del Valmont, en el corazón del Pays de Caux, en la costa de Alabastro. De estilo gótico primitivo con algunas capillas románicas, es también una necrópolis ducal y un centro de peregrinación de la Santa sangre. La abadía fue objeto de una clasificación en el título de los monumentos históricos por la primera lista de 1840.

## Historia

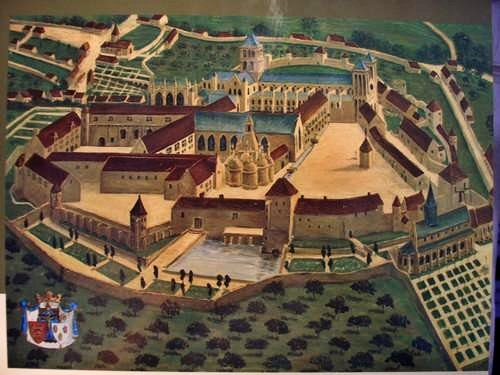
La abadía en su apogeo

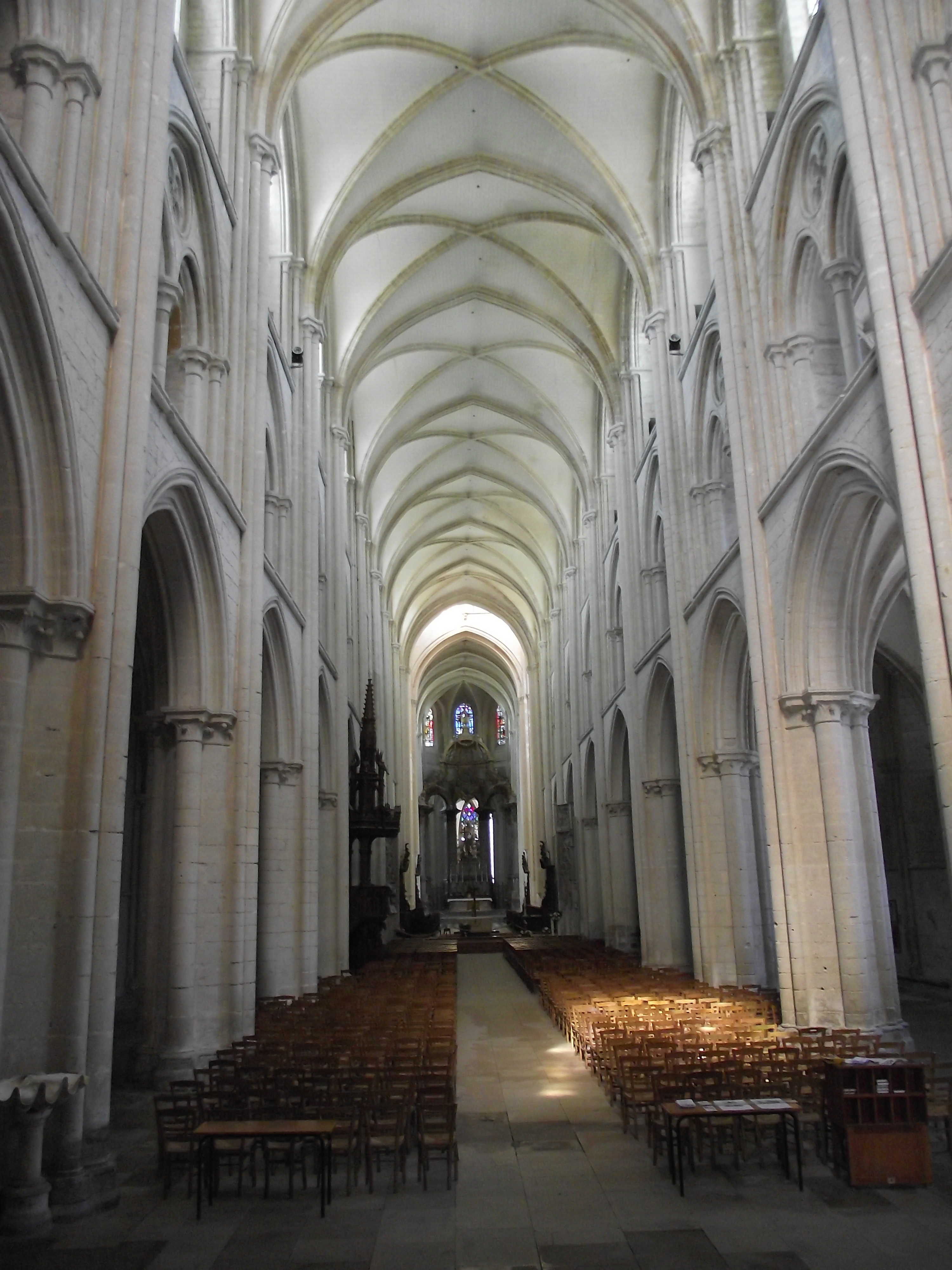
Vista de la nave hacia el coro

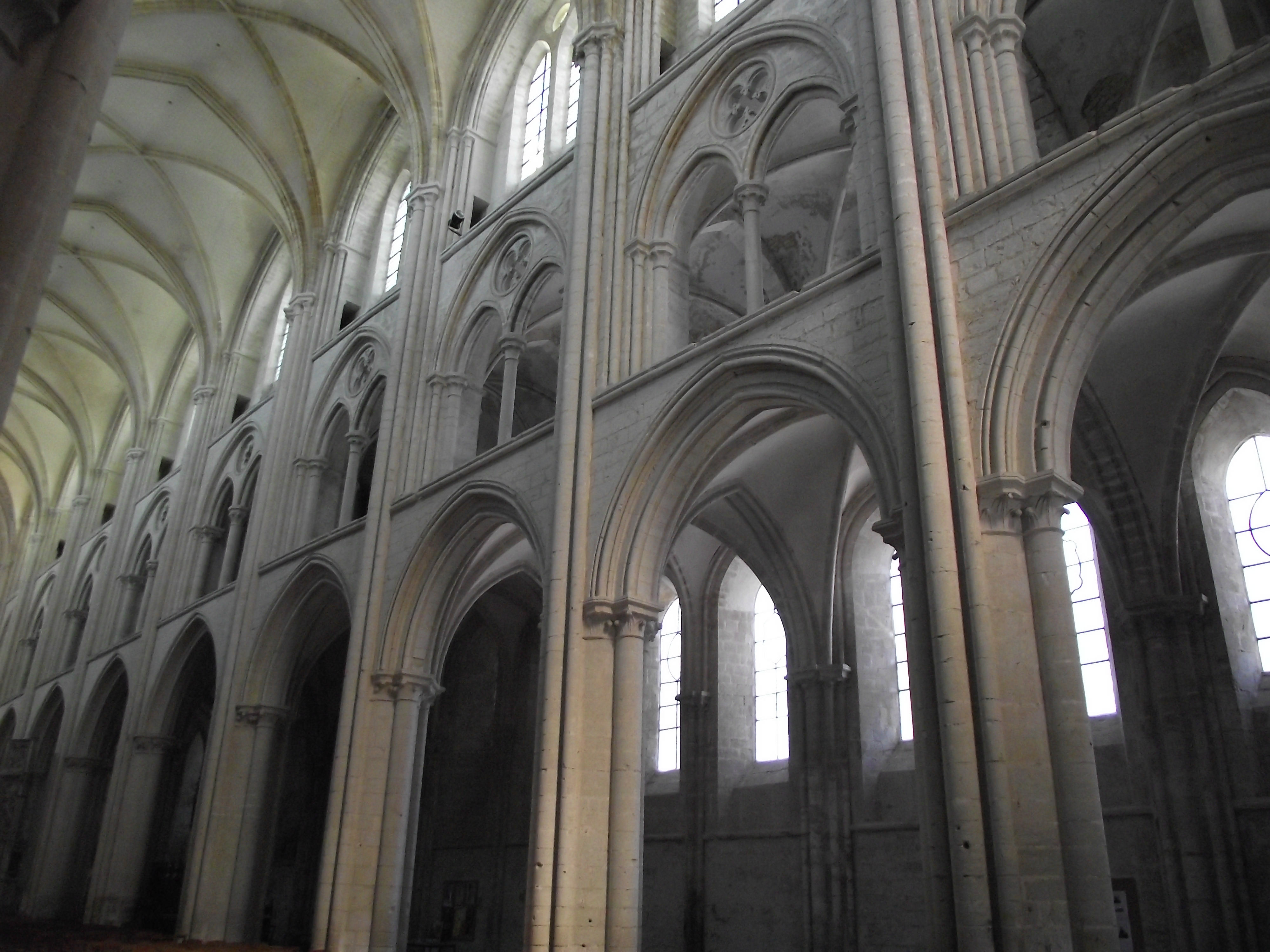
El alzado de tres niveles

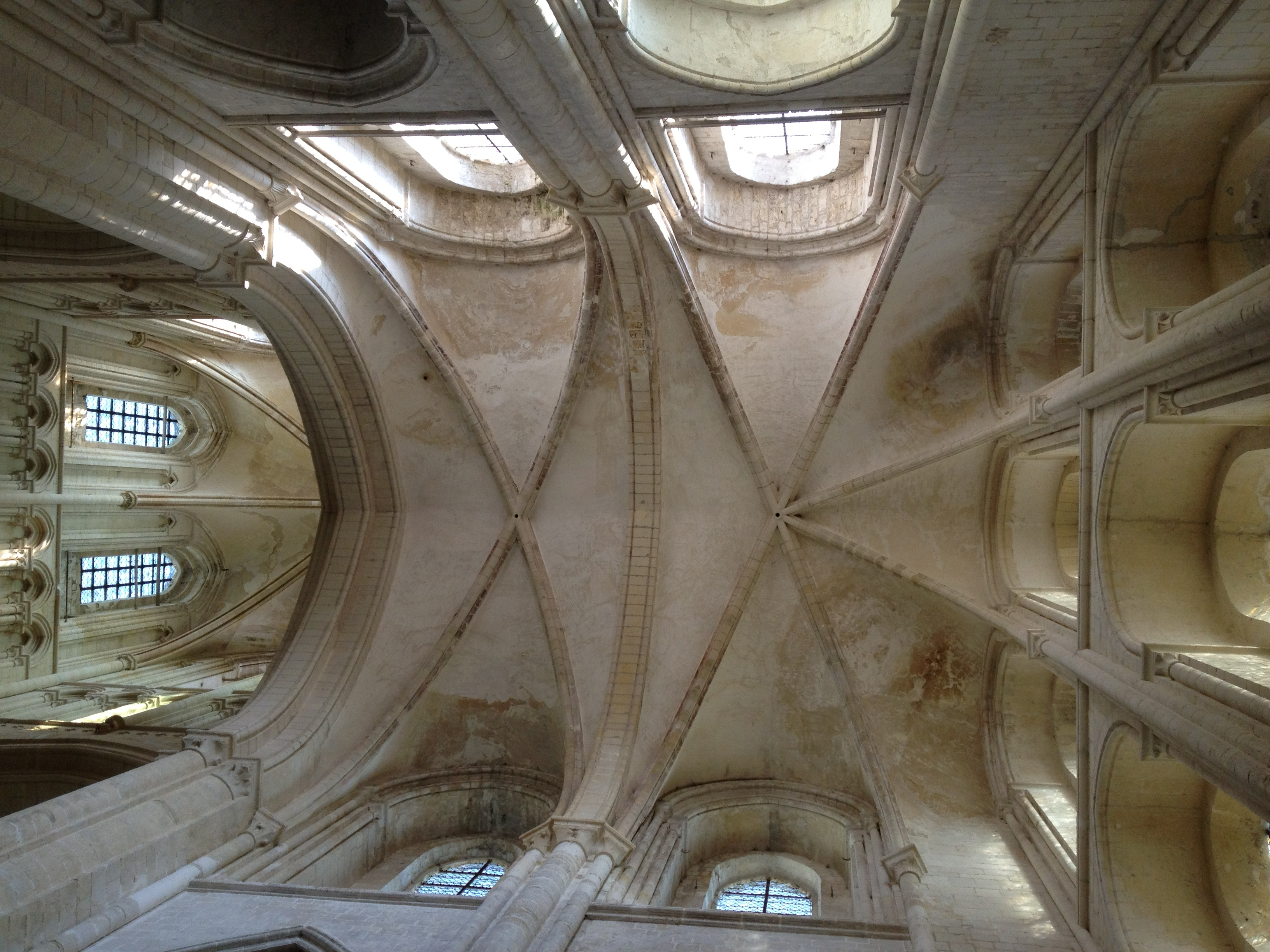
Bóvedas del transepto sur

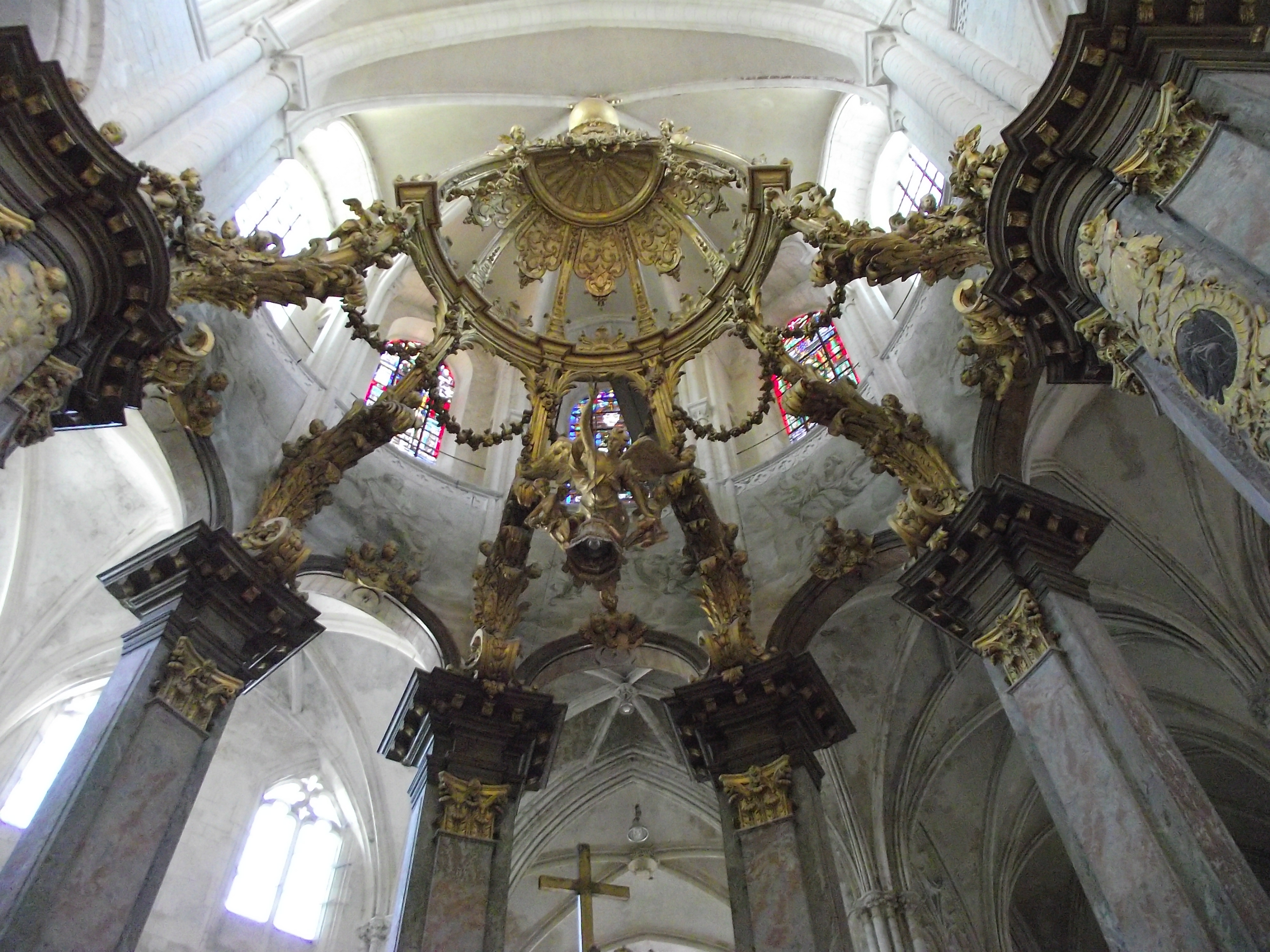
El baldaquino del altar mayor

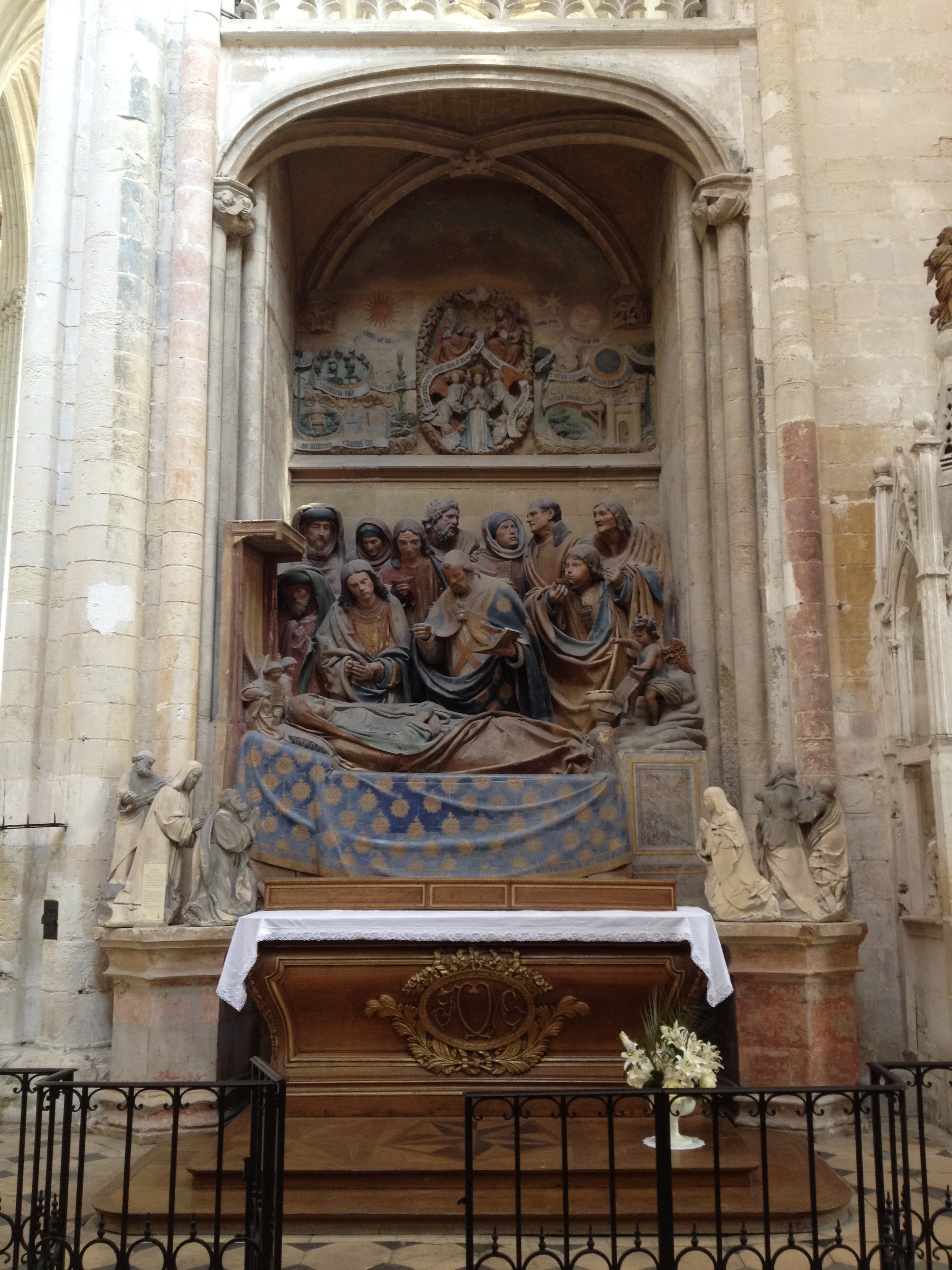
La Dormición de la Virgen

### Primeras trazas galo-romanas
La localidad de Fécamp lleva un nombre de origen prelatino, probablemente galo. Los vestigios del final de La Tène y del comienzo de la época galo-romana, los cementerios de los siglos I, II y III indican vida en el sector. Un oppidum que se cree que fue erigido por los cáletes domina el valle.

### Leyendas fundadoras
Al igula que en muchas leyendas monásticas, la leyenda de la fundación de la abadía de Fécamp también comporta un episodio en el que milagrosamente interviene un gran ciervo. Según las crónicas de la abadía de Fécamp, el territorio de esta villa, todavía naciente, se le dio a un conde de raza tudesca, llamado Anskise o Anségise; este extranjero, que era gobernador del país de Caux, tenía ordinariamente su residencia en Fecamp, lo que sugiere que esta ciudad, toda galo-franca, había sucedido a la supremacía de Juliobonna, la romana.
Ansegise descubrió, mientras cazaba en los bosques de Fecamp, el humilde oratorio levantado por los romanos, y resolvió reemplazarlo por un edificio más digno deculto para el que estaba destinado. Hasta ahora nada excepcional; pero las leyendas cuentan que el lugar le fue indicado por un ciervo blanco, perseguido por sus perros, que se detuvo cerca de esta capilla, enfrentado a los cazadores, sin que estos, ni sus perros pudieran acercarse a él. Agregan que Aségise, sorprendido por esta novedad, desmontó para estudiar los movimientos del ciervo, y que este animal habría formado un pequeño círculo alrededor del lugar donde se había detenido, como para trazar los cimientos de un edificio; luego, desapareció de inmediato a la vista de todos.

### El origen de la abadía
La abadía de Fécamp nació durante la gran ola de asentamientos monásticos que salpicaron Normandía en el siglo VII (Jumièges, Fontenelle, Préaux, Le Bec, etc.). Sería una respuesta a la evangelización de los alrededores por personas llegadas de fuera: Picardía, Île-de-France, Bretaña.
La construcción del santuario se inició alrededor de 658 en torno a la reliquia de la Sangre de Cristo, confiada según la leyenda al mar por Isaac, el hijo de José de Arimatea, y llegada milagrosamente a las playas del Pays de Caux. Fue obra de Waneng, conde de Caux, que decidió con la ayuda de Wandrille y Ouen la creación en Fécamp de un monasterio de monjas, colocado bajo la regla de San Benito, y de acuerdo con los textos del siglo XI sobre uno de los dominios de Waneng. En 665, la primera abacial estaba dedicada. Hildemarque del Bordelais fue la primera abadesa.
La «Patio Ia Leudegarii» cuenta que después del martirio de Léger, obispo de Autun, fue recogido en un establecimiento de monjas, identificado como Fécamp, donde permaneció durante dos años antes de ser ejecutado en 680. Waneng, fundador de la abadía, fue enterrado allí.
La «Vie de Saint Ouen» de principios del siglo IX menciona la instalación en Fécamp de una «multitude» de monjas. El «Libellus», informa de 366 religiosas, pero parece que en el estado actual del conocimiento sea una cifra exagerada en comparación con los 300 monjes de Fontenelle en el siglo VII y Saint-Riquier en el siglo IX.
Desde el siglo IX, comenzaron las primeras incursiones de los vikingos, y la abadía fue devastada en mayo de 841. Las monjas abandonaron la abadía en el último cuarto del siglo IX. Transfirieron las reliquias de san Waneng a Ham.

### La renovación de Fécamp
Guillermo Larga-Espada decidió la construcción de un palacio en Fécamp, cerca de las ruinas, restos del primer monasterio. Reconstruyó un oratorio dedicado a la Trinidad, incluido en el recinto de su residencia. Ricardo I de Normandía hizo edificar una nueva iglesia dedicada a la Trinidad según Dudon de Saint-Quentin en 990, por Roberto el Danés, arzobispo de Ruan, y servida por doce cánones en lugar de las monjas, transferidas a Montivilliers. De la colegiata nada queda hoy. Dudon de Saint-Quentin indica que la iglesia era de un tamaño impresionante y ricamente decorada. Las excavaciones de 1925 y 1927 identificaron los comienzos de un muro curvo, vestigios del ábside de la colegiata, en el tramo tercero del presente coro y presentaba el mismo ancho que la nave central del edificio gótico.

### De la colegiata a la abadía
Ricardo II de Normandía en 1001 transformó la colegiata en abadía benedictina de hombres e hizo llamara para estar a la cabeza a Guillermo de Volpiano, abad de San Benigno de Dijon, para ayudar a restaurar una comunidad monástica digno de tal nombre. Poco después, Volpiano llegó a Fecamp con un puñado de monjes cluniacenses. Gracias al privilegio de la exención, Fécamp se convirtió en un centro de reforma monástica en Normandía. Guillaume de Volpiano creó dos escuelas, centros de renacimiento intelectual y artístico. No queda nada de esta iglesia, sin embargo, se conservan textos que sobrevivieron a la dispersión de la biblioteca de la abadía de 1789.
El relato de la construcción de la primera iglesia dado por Dudon de Saint-Quentin es, sin duda, la fuente más conocida. El canónigo describe el edificio como una iglesia con varias torres, de piedra y de ladrillo, abovedada o con arcos en dos lugares, blanqueada por fuera y pintada en el interior. Otras fuentes indican que un altar dedicado al Salvador estaba detrás del altar mayor dedicado a la Trinidad. Según la crónica de San Benigno, escrita entre 1058 y 1066, la tumba de Guillaume de Volpiano estaría delante del altar de Saint-Taurin, mientras que algunos textos como la vita willelmi lo colocarían en el centro de la iglesia; según otras fuentes, la tumba estaría ubicada bajo la iglesia en una "cripta".
Sin embargo, las excavaciones realizadas en 1925 confirmaron, por medio de sondeos, la presencia en los tramos dos y tres de una gran cantidad de relleno compuesto por fragmentos de yeso pintado, que los excavadores vieron como la confirmación de la existencia de las pinturas murales mencionadas por Dudon. A partir de estas excavaciones y del reagrupamiento de textos, Hans Reinhardt y Etienne Fels y luego Annie Renoux, llegaron a probar que el altar Saint-Sauveur habría estado ubicado en la planta de la construcción, mientras que el altar Saint-Taurin y la tumba de Guillermo de Volpiano estarían ubicadas en una cripta bajo la iglesia.
La abadía fue el lugar de celebración en 1002 del matrimonio de Æthelred II de Inglaterra con Emma de Normandía, y del nuevo matrimonio de ella en 1017 con Canuto II de Dinamarca.

### Reconstrucción
En la Pascua del año 1066, Guillermo el Conquistador estableció brevemente su corte en Fécamp después de que el abad de Fécamp hubiera contribuido a financiar la conquista de Inglaterra por Guillermo.
Guillermo de Rots, tercer abad de Fécamp, abordó entre 1087 y 1099 la reconstrucción de la abadía. Destruyó el coro según Orderic Vital y lo agrandó en ancho y largo y desarrolló la nave. El deambulatorio se abrió en cinco capillas, alternativamente cuadrangulares y semicirculares. Quedan hoy las dos capillas septentrionales y los dos niveles inferiores del alzado al norte del tercer tramo recto del coro. El alzado de la cabecera tenía tres niveles: los grandes arcos, la tribuna y las ventanas altas con una coursière. La ampliación de la nave debe haber causado la destrucción del macizo occidental. Fue consagrada en 1099 para algunos, en 1106 para otros. En 1099 los cuerpos de los duques Richard fueron transferidos desde debajo de los goterones del portal occidental a la proximidad del gran altar. La abadía fue destruida por un incendio en 1168, pero la cabecera románica se conserva.

### La abadía gótica
Una nueva iglesia gótica fue construida por el abad Henri de Sully y después por Raoul d'Argences. A la muerte de Henri de Sully en 1187, el proyecto de una nave de cinco tramos debía estar a punto de acabarse. Raoul d'Argences dobló el número de tramos pero no vio su finalización. Un documento atribuye la fachada con torres y los cinco tramos adyacentes a Raoul d'Argences. La dendrocronología fecha la carpintería de la parte occidental de la nave en 1227/1228. Se completó en el siglo XIII.
Gilles de Duremont, abad en 1423, y su sub-prior claustral Jean de Bouesgue, son señalados como jueces para la condena de Juana de Arco.

### Instalación de los Mauristas

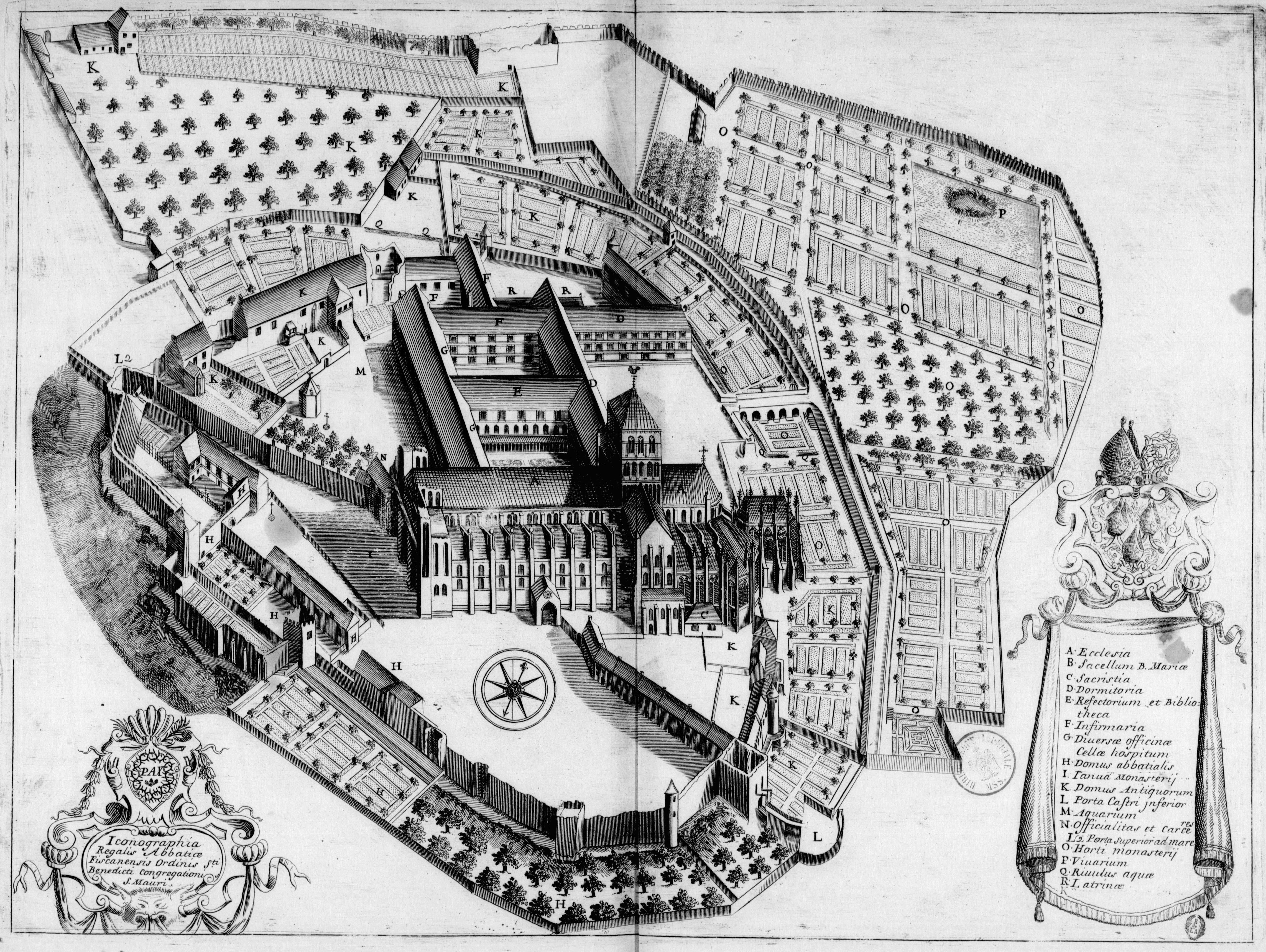
La abadía de los Mauristas en 1687, vista hacia el norte

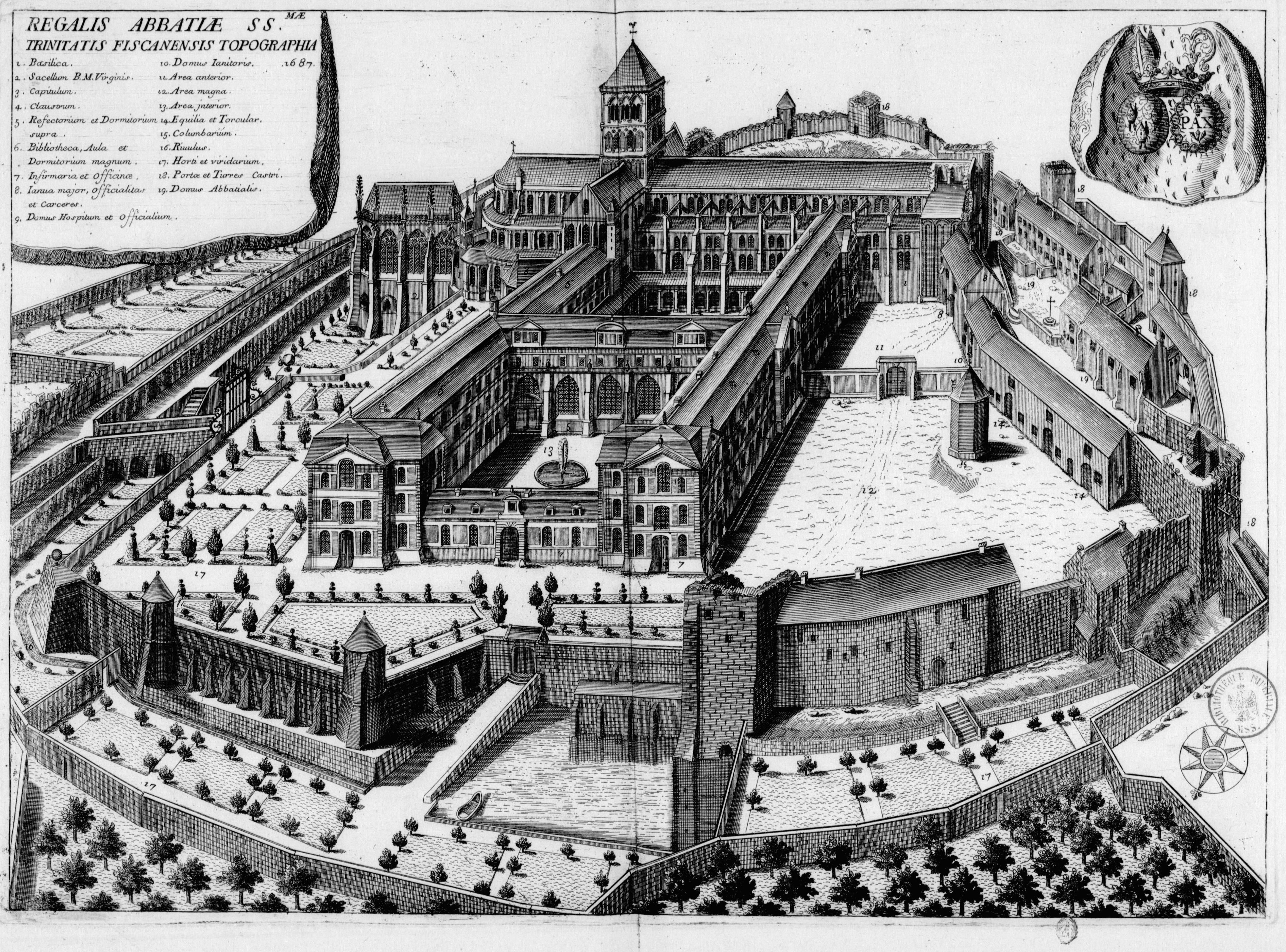
Vista hacia el sur

En 1649 para restaurar la disciplina que con el tiempo y las desgracias causadas por las guerras se había reducido en la abadía, que había sido una de las abadías más famosa del reino, el abad comandatario, Henri de Bourbon-Verneuil, hijo del rey Enrique IV, y el obispo de Metz habrían considerado, con el consentimiento del rey y de la Santa Sede que la forma más eficaz era agregarla a la congregación de San Mauro, para ponerla bajo la conducta de los Capítulos Generales y de visitantes elegidos. No hubo ningún cambio en la dignidad y los derechos de la abadía, los cargos se mantuvieron por sus propietarios hasta su muerte y después se unieron a la mensa conventual la parte de los ingresos que pertenecía a los religiosos, y los lugares permanecieron en manos de los monjes.
La reforma mauriana entraño una recuperación de la vida regular, con la construcción y las reparaciones siguiendo los principios mauristas de las edificaciones conventuales como muestran los dos grabados del Monasticon Gallicanum de 1687.

### La Revolución
El 2 de noviembre de 1790, la Asamblea Nacional declaró adquiridas por la Nación todas las propiedades del clero y dio a los religiosos la libertad para abandonar los claustros. El 11 de enero de 1791, en el Ayuntamiento, frente al cuerpo municipal y al alcalde, comparecieron los religiosos de la abadía de Trinité de Fécamp. El prior, el sub-prior, el decano se retiraron en su familia, un religioso de 78 años estaba senil, el maestro de música se unió a su congregación como tres religiosos que prefirieron la vida en común, otros cuatro se retiraron según sus declaraciones al Distrito, seis declararon renunciar a la vida común, y el cillerero se retiraría si se viese obligado a hacerlo.
El 27 de mayo de 1791, las iglesias de Fécamp fueron suprimidas excepto la iglesia Saint-Étienne y la abacial que tomó el nombre de iglesia de la Trinidad y a la que se asociaron ocho parroquias. Un antiguo benedictino habiendo hecho el juramento de la Constitución fue nombrado cura. El 14 de junio de 1791, se hizo un inventario de la biblioteca que contenía 4880 volúmenes más panfletos y periódicos, así como dos mapamundis y estatuas. Los libros y manuscritos fueron llevados al Distrito para ser compartidos entre diferentes bibliotecas, pero no llegaron todos porque muchas personas se sirvieron de ellos. El 22 de marzo de 1792, la ciudad compró el logis abacial para establecer allí la oficina municipal. Será demolido en 1857. El 20 de septiembre de 1792, los edificios claustrales se vendieron por 21 000 al ciudadano Leplay.
El 11 de diciembre de 1792, la iglesia se transformó en un Templo de la Razón donde tuvo lugar la fiesta de la razón. No quedó más que el coro para el ejercicio del culto. El 1.º germinal del año II, el culto católico fue suprimido, hubo gran cantidad de destrucción, estatuas, campanas, púlpito, cruces de piedras y metal, las rejas de hierro se desmontaron, la reja que escondía el coro fue demolida.
En 1802, el régime concordataire français se puso en ejecución, y el arzobispo de Ruan nombró al cura de la Iglesia de la Trinidad de Fécamp.

### Historia moderna
En 1803, el cura Adam de Valville quiso demoler el coro alto de los siglos XV y XVI para liberar la vista sobre coro y ante el rechazo del consejo de fábrica y de la parroquia lo hizo destruir nocturnamente por un empresario.
En 1840, la abadía de Trinité de Fécamp fue inscrita en la primera lista de monumentos históricos protegidos en 1840 y comenzó una primera fase de restauración, luego otra en 1890. Entre las dos guerras mundiales, continuaron las restauraciones del exterior de los edificios y la donación de un millón de francos de la marquesa de Vaucouleurs les dio un nuevo impulso.
En 1960, se realizó una votación para averiguar si la fachada que data del siglo XVIII debía ser destruida para poner al día la fachada del siglo XIII. En 2007, comenzó un importante proyecto de restauración que duró tres años. Ese mismo año vio una grave degradación en el tabernáculo que alberga la Preciosa Sangre, la cabeza de la Virgen presente en la acrótera derecha se quebró.

## Sigilografía
Los sellos asociados con la abadía de la Trinidad Fécamp todavía existentes o copiados comienzan en el siglo XII y fueron utilizados por los abades, el convento, el gran prior, el prior, la bailía, el vizconde, el senescal, el sub- senescal y el lanzador.
La escritura sellada más antigua dirigida a Felipe Augusto en 1180-1187 bajo el abaciato de Henry de Sully ha conservado los dos sellos del abad y del convento. Son de cera natural, el del abad es ojival con el abad cabeza descubierta sentado en un banco sosteniendo la cruz con su mano derecha y un libro abierto (la Regla de San Benito) en la mano izquierda. La posición sentada del abad, contrariamente a la utilización más común donde se encuentra el abad de pie, muestra la pretensión de un estado superior. El estado de la exención de la abadía de Fécamp, que dependía únicamente del rey y del papa, creó una rivalidad con el obispo, cuyo sello a menudo lo representa sentado en un banco. El sello del convento es redondo y representa a Dios, el hijo bendiciendo con la mano derecha y sosteniendo un libro abierto con su mano izquierda.
Bajo el abaciato de Raoul d'Argences (1190-1219), los ellos son de cera verde, anónimos y con contra sellos que aparecen en sus reversos. A menudo son piedras grabadas en hueco de origen antiguo. En 1320, Robert de Putot fue mitrado, sosteniendo la cruz con su mano izquierda, bendiciendo con su mano derecha como un obispo. En las siguientes décadas llegaron los pequeños sellos y los sellos blasonados, con el abad Philippe du Fossé (1372-1381) la representación de la Trinidad, de tres mitras, símbolos de la jurisdicción del abad en las abadías de Saint-Taurin de Évreux, Notre-Dame de Bernay y Sainte-Berthe de Blangy; después, el nombre de los abades se introduce en la leyenda de los sellos.

## Heráldica

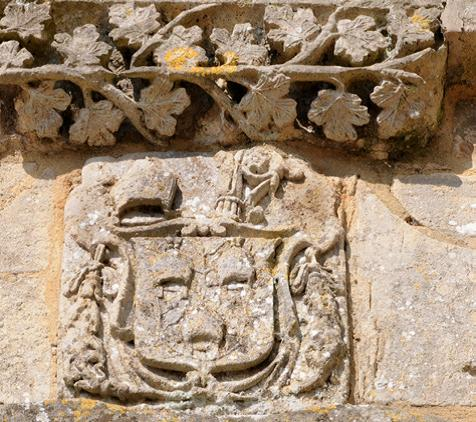
Armas de Fécamp

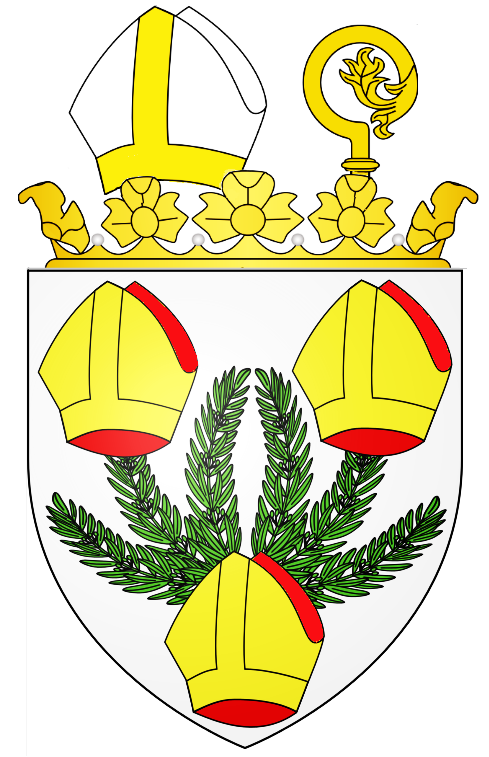
Armas de Fécamp

Se encuentran descripciones que varían según los autores y las épocas, incluso inversiones. Los blasones están pintados en color en el Armorial General de Francia siguiendo el edicto de 1699 y en el Monasticon Gallicanum, está coronada por la corona ducal, la mitra y el cayado mirando hacia afuera conforme a las prerrogativas de la abadía.
- Abadía de Fécamp:

de plata con seis ramas de laurel de sinople, los tallos pasados en collar, y tres mitras de oro, dobladas de gules, brochantes en general, dos en cabeza y una en punta...
d'argent à six branches de laurier de sinople, les tiges passées en sautoir, et trois mitres d'or, doublées de gueules, brochantes sur le tout, deux en chef et une en pointe...
Armorial général

las tres mitras que simbolizan la jurisdicción de la abadía de Fécamp sobre las abadías de Saint-Taurin d'Evreux, de Nuestra Señora de Bernay y de Saint-Berthe de Blangy.
- Convento de los religiosos benedictinos de la abadía de Fécamp:

de azur, sembrado de flores de lis de oro, a una Santa Trinidad en un tronco o nicho, de oro, doblado de sinople, el Padre Eterno de carnación, sentado, vestido con una capa pluvial de oro, la cabeza cubierta con una tiara, del mismo modo, cargada sobre el pecho de un Espíritu Santo en forma de una paloma de plata, y sosteniendo una cruz de sable sobre la cual está pegado el Hijo, de carnación, cubierto de plata, y por debajo dos escudos: uno a diestra, de plata, sembrado de ramas de árboles, de sinople, en palo, y tres mitras de oro, brochantes sobre el todo, puestas dos y una; el otro escudo, a siniestra, de gules, cargado con dos leopardos de oro; y el gran escudo con un borde de azur, cargado de flores de lis de oro, los tallos apuntados hacia el medio.
d'azur, semé de fleur de lys d'or, à une sainte Trinité dans un tronc ou niche, d'or, doublée de sinople, le Père éternel de carnation, assi, vêtu d'une chape pluviale d'or, la tête couverte d'une tiare, de même, chargé sur la poitrine d'un Saint-Esprit en forme de colombe d'argent, et tenant une croix de sable sur laquelle est attaché le Fils, de carnation, couvert d'argent, et au-dessous deux écussons: l'un à dextre, d'argent, semé de branches d'arbres, de sinople, en pal, et trois mitres d'or, brochantes sur le tout, posées deux et une ; l'autre écusson, à senestre, de gueules, chargé de deux léopards d'or ; et le grand écusson avec une bordure d'azur, chargée de fleurs de lys d'or, les tiges apointées vers le milieu.
Armorial général

## La Santa sangre y otras reliquias

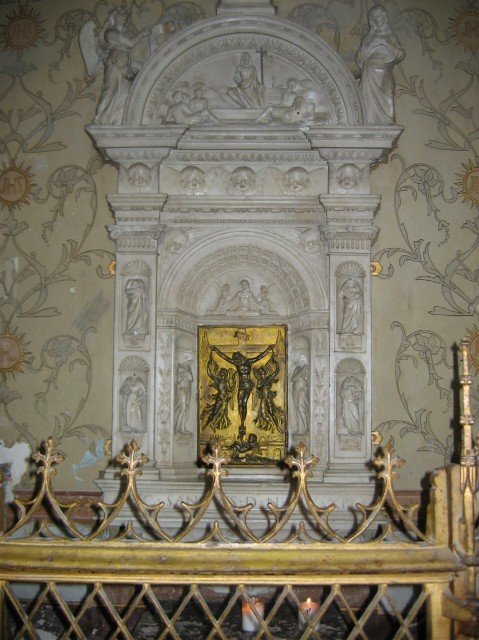
Tabernáculo de la Santa sangre

Las leyendas formadas alrededor de la Santa sangre y otras reliquias marcan la falta de santos o mártires locales que podrían haber dejado reliquias, los restos del fundador del primer monasterio de Fécamp Waninge fueron llevados a Picardía por los religiosos refugiados en la abadía Nuestra Señora de Ham. Los objetos que testimoniam una intervención divina fueron así inventados por los monjes: una capilla transportada sin intervención humana, un objeto depositado por un ángel y el pan y el vino que se transforman en sangre y carne. A principios del siglo XII, la Preciosa Sangre ya no era el pan y el vino, sino la propia sangre de Cristo tomada cuando fue depositado en su tumba.
La historia legendaria de la Santa sangre de Fécamp toma su forma definitiva después del descubrimiento el 19 de julio de 1171 de dos estuches de plomo que contienen partículas de la sangre de Cristo. Los escritos producidos entre 1171 y 1210 tienen en cuenta los diferentes niveles de cultura y no son totalmente innovadores ya que el medio anglo-normando conoce bien el culto a san Volto de Lucca, que los clérigos y laicos de Fécamp adaptan a una realidad local que encuentra un nuevo significado sin perder su originalidad. Para explicar el origen de la sangre de Cristo en Normandía, la barca estanca de Lucca se transformó en tronco de higuera con una falsa etimología de Fécamp, FESCANNUM, hizo de un lugar rico en peces un campo de higueras.
Las primeras peregrinaciones e historias de milagros datan del final del siglo XII. Después de un período de declive, la peregrinación disfrutó de un nuevo éxito bajo el Segundo Imperio. La hermandad de la Preciosa Sangre fue fundada oficialmente en 1906.

## El scriptorium
Durante los siglos XI y XII el renacimiento del monacato en Normandía debe mucho a Guillermo de Volpiano y a abadía de Fécamp se sitúa en el corazón de esta nueva era de reforma monástica y del crecimiento intelectual que la acompaña. Los manuscritos que se conservan en Fécamp reflejan el florecimiento del scriptorium desde el momento de la instalación de los canónigos en 990, antes de la llegada de Guillermo de Volpiano, hasta la brusca interrupción del trabajo de los copistas a mediados del siglo XII. Este período engloba la conquista de Inglaterra y los años de contacto e intercambio entre las instituciones normanda e inglesas.
Hay más de 90 manuscritos copiados en el scriptorium de Fécamp entre 990 y 1150 aproximadamente. Se encuentran principalmente en la Biblioteca Municipal de Ruan y más de una treintena en la Biblioteca Nacional de Francia.
En 1001 Ricardo I, rey de Inglaterra hizo llamar a monjes de Cluny y a Guillermo de Volpiano, que será su abad en Fécamp hasta 1028. Otro abad, Jean Alie le sucedió, y durante los 50 años de su abaciato, la abadía será la sede de una renovación intelectual y artística en relación probable con la abadía de Mont-Saint-Michel. Las donaciones inglesas de la abadía de Fécamp en 1054 muestran que las relaciones anglo-sajonas ya existían. Se ampliaron con la conquista de Inglaterra en 1066 por Guillermo el Conquistador y algunos de los monjes de Fécamp se convierten en obispo de la catedral de Lincoln, abades de la abadía de Westminster y de la abadía de Ramsey, incluyendo la intervención directa de un artista anglosajón que decora una Biblia escrita en Fécamp. La influencia de Westminster aparece en las decoraciones como en el lujo de algunos manuscritos.
La actividad del scriptorium disminuye luego bajo el abaciato de Guillaume de Rots, seguido de un renacimiento con el abad Roger, tal vez en relación con la actividad de tres centros vecinos, la abadía de Jumièges, la abadía de Préaux y la abadía del Bec.
El renacimiento de la decoración artística de los manuscritos de Fécamp durante la primera mitad del siglo XII es el resultado de una combinación de elementos anglo-sajones existentes desde hacía tiempo, las hojas de acanto y el interior de las hojas poblado de figuras humanas y de animales varios. La producción de este período, que muestra una intensa actividad, está dominada por Willermus Peccator, quien ha caligrafiado 15 volúmenes y decorado la mitad de sus textos.
La evolución del estilo
Se conservan dos manuscritos de la época de los canónigos de finales del siglo X, que muestran la persistencia del arte carolingio. La llegada de los monjes cluniacenses no muestra una ruptura en la decoración, están decorados con letras franco-sajonas. Hasta la conquista de Inglaterra, el repertorio ornamental muestra pocas influencias insulares, aparecen elementos vegetales y volátiles. Después de 1066, la influencia de la iluminación anglosajona es evidente. Hay cartas imitadas de los manuscritos de lujo ingleses. Algunas letras tienen una decoración típicamente normanda de elementos vegetales poblados de animales. A finales del siglo XI, la actividad disminuyó y solo quedan dos o tres manuscritos de esa época con iniciales decoradas similares a los manuscritos ofrecidos por Guillermo de Saint-Calais y se encuentran en ellos las mismas cabezas de dragones que en la catedral de Durham y en la catedral de Exeter. A principios del siglo XII, un grupo de manuscritos decorados en Fécamp es de un estilo ligeramente diferente, sin dudad relacionado con la abadía de Saint-Pierre de Préaux.

## Desarrollo temporal

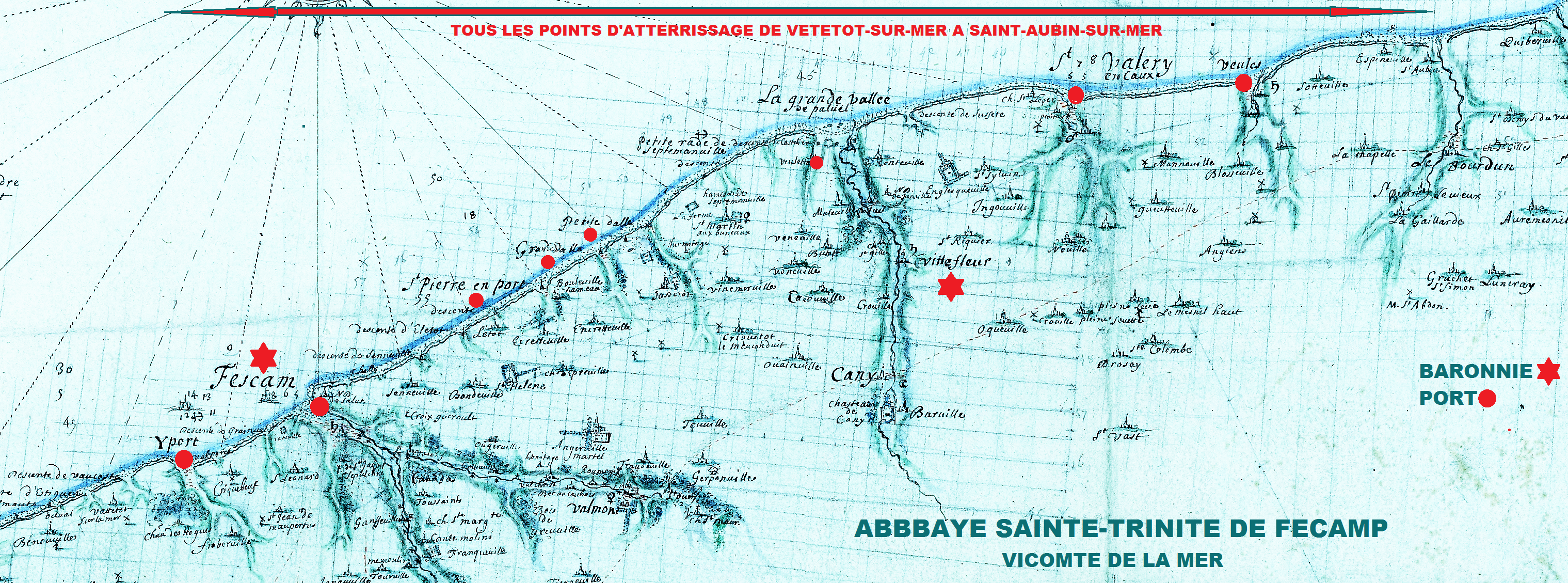
El vizcondado de la mar de la abadía de Fécamp

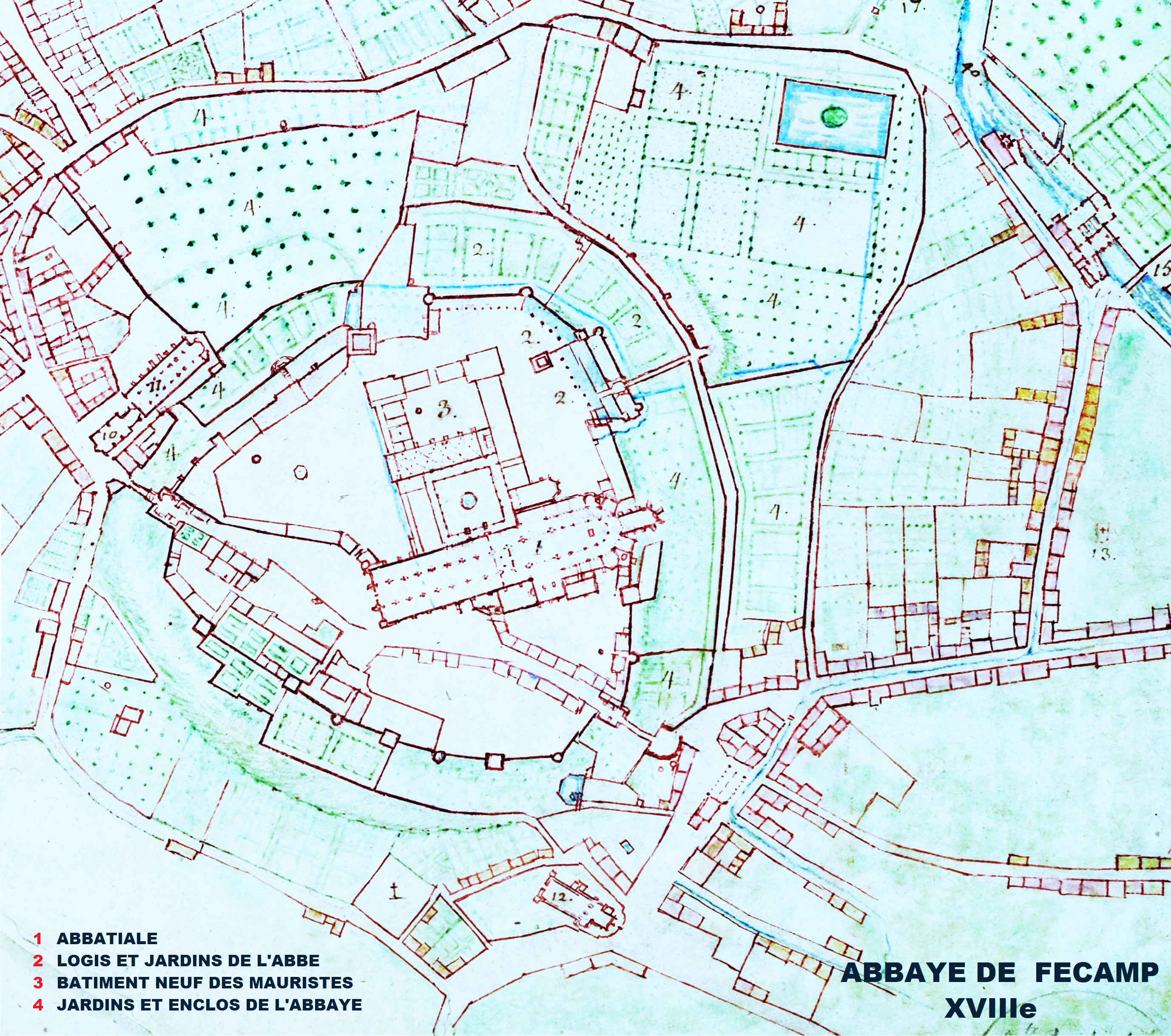
La abadía con sus fortificaciones poco antes de 1700

La abadía de Fécamp fue una abadía muy bien dotada lo que explica que sus abades comendadores fuesen grandes personalidades y que el reclutamiento de sus religiosos, hasta el siglo XVII, fuese mayoritatiamente aristocrático y principalmente compuesto por cadetes de las familias nobles del Pays de Caux. Estaba exenta de la jurisdicción de lo ordinario y una oficialidad que dependía al abad se asentó en Fécamp.
En 990, Richard I otorgó a la abadía las tierras de Mondeville, Argences y Saint-Valéry-en-Caux, con sus dependencias, así como Brétennoles e Ingoville. En 1006, Richard II le concedió la tercera parte de las pesquerías y dos salinas en Arques. En 1025, Richard II confirmó los bienes donados por Richard I: los puertos marítimos entre Étigue y Liergaut, los diezmos de las salinas de Oudalle, las pesquerías y lances de redes en los ríos del Eure, el Risle y el Sena, el disfrute de todos los puertos de desembarco entre Vattetot y Saint-Aubin-sur-Mer, es decir, de aproximadamente 60 km de costa.
Guillermo el Bastardo confirmó la plena propiedad de la abadía en todos los puertos marítimos situados en su feudo, lo que explica la institución del Vicomté de la mer [Vizcondado del mar] de la Trinidad de Fécamp con los puertos de Fécamp, Saint-Valéry-en-Caux, Veules, Veulettes, Saint-Pierre-en-Port, Grandes et Petites Dalles, Yport. También tenía derechos sobre las algas marinas en las baronías de Fécamp y Vittefleur.

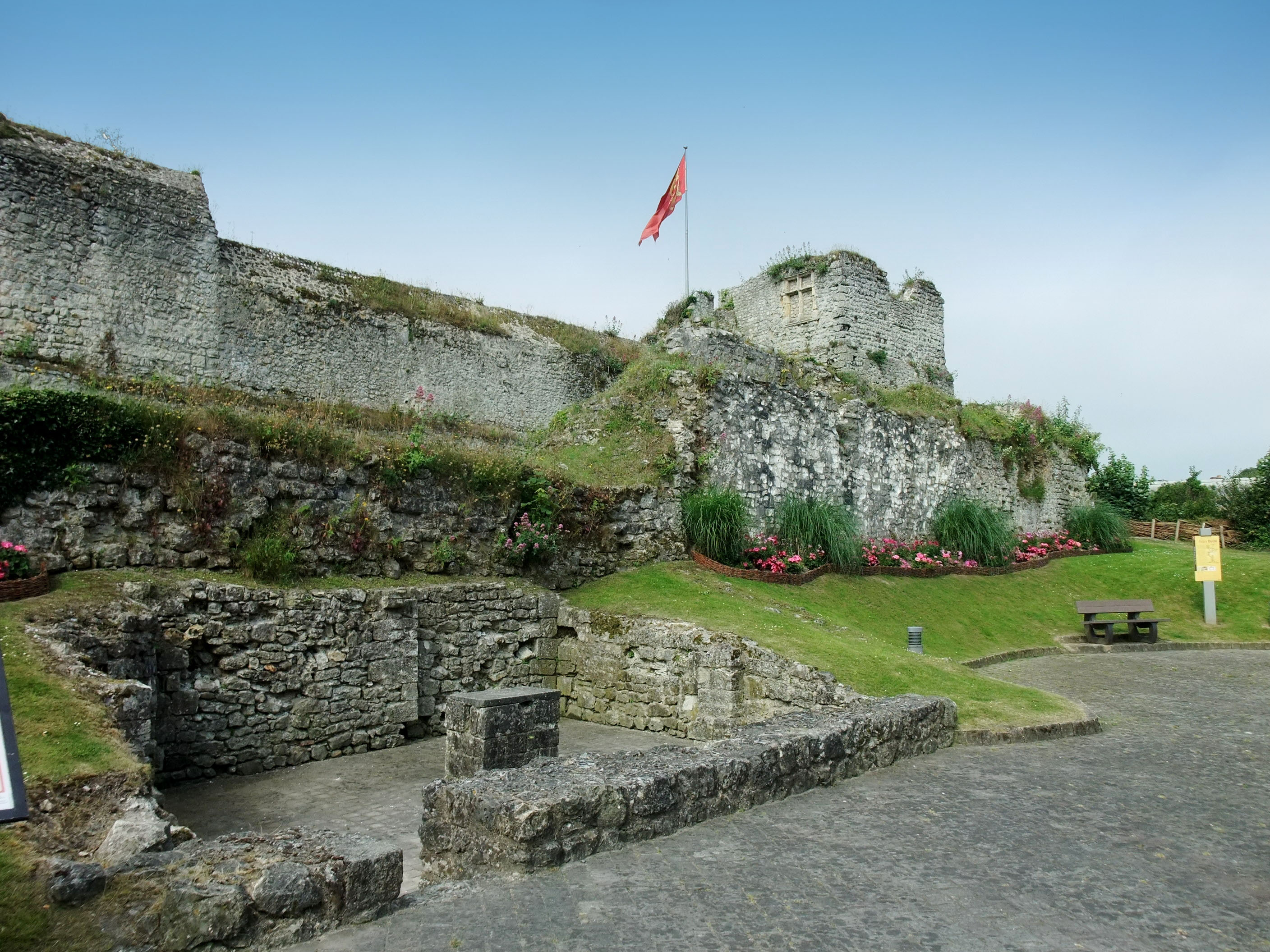
Las ruinas de las fortificaciones y del château ducal al oeste de le abacial

El Vizcondado del mar aseguraba la defensa costera desde el principio, con una abadía fortificada y su vocación militar continuó durante siglos con la obligación de disponer de una milicia.
Las nueve baronías creadas alrededor de los altos magistrados representaron un agrupamiento de tierras y de diezmos. A mediados del siglo XVII, los bienes de la baronía de Fécamp eran de 280 ha de tierras; los de Vittefleur, de 709 ha de bosques y 394 ha de tierras; los de Saint-Gervais-les-Rouen (parroquia de Ruan), de 28 ha de tierras y 8 ha de bosques; los de Fontaine-le-Bourg, de 25 ha de tierras; los de Jardin-sur-Dieppe, comuna de Saint-Aubin-sur-Scie, de 42 ha de tierras; los de Aizier, al oeste de Pont-Audemer, de 4 ha de tierras y 81 ha de bosques; los de Hennequeville, cerca de Trouville, de 2,5 ha de tierras; los de Argences, de 268 ha de tierras y 4 ha de bosques; los de Heudebouville, cerca de Gaillon, de 60 ha de tierras, 25 ha de bosques y 6,12 ha de viñedos que daban un vino mediocre para el consumo de los monjes; y los bienes de las oficinas claustrales de cerca de Fécamp y de Villefleur, de 258 ha de tierras y 101 ha de bosques.
Otros ingresos que tenía eran diezmos, derechos de d'hostage et de vandage de pescado en los puertos de Fécamp, Saint-Valéry-en-Caux y Veules, vestimentas de los mercados Fécamp y Villefleur, injerto de Fécamp, preboste de Saint-Valery-en- Caux, derechos de lods y ventas, decimoterceavos y rentas señoriales modestas.
La abadía tenía 12 prioratos, 8 capillas, 28 iglesias en la diócesis de Ruan, 7 en la diócesis de Bayeux y una en la diócesis de Lisieux, el patronato de 43 iglesias en la diócesis de Ruan, de 15 en la diócesis de Evreux, de 3 en la diócesis de Coutances, de 7 en la diócesis de Bayeux, de 4 en la diócesis de Beauvais y de una en la diócesis de Lisieux.
Tenía posesiones en Inglaterra, especialmente en el Sussex: la granja de Rameslie, Brede, Bury, Hastings, el hospital y la iglesia en Rye, la colegiata de Steyning y Winchelsea. Los bienes se intercambiaban, las incautaciones se multiplicaban hasta la confiscación final de 1423
En 1649, la agregación de la abadía de Fécamp a la Congregación de San Mauro y su concordato permite conocer los lugares, las funciones, los derechos y las costumbres del monasterio.
- Los lugares que servían a la comunidad: iglesia, claustro, locutorios, gran y pequeño refectorio, cocina, biblioteca, enfermería, graneros, guarnicionerias, cavas, hornos, jardines, el uso del logis abacial cuando el abad estuviera ausente, el gran jardín y el palomar siempre que se mantuvieran y reparasen.
- Las funciones: sacerdotes, gran prior, subprior, cillerero, granerista, panadero, refectoriero, cantor, sub-cantor, sacristán, maestro de los niños del coro, bajo-contra, secretario del convento, clérigos de la iglesia, del claustro, del tesoro, hotelero, organista, barbero, boticario, portero, carcelero, pitancier, tres cocineros, maestro de escuela de novicios, maestro de escuela de los niños de coro, capitán y teniente de la fortaleza, sirvientes, jardineros, conserje del logis abacial, bailly religioso, abogado, senescal, procurador fiscal.
- La distribución de alimentos: panes de diversas calidades, carnes y pescados, vino, cerveza está perfectamente definida por funciones, desde el gran prior hasta los leprosos. También se especifican la retirada de bienes de la abadía y los emolumentos de los actores externos.[11]

## Arquitectura
El sitio
La abadía se encuentra en el fondo del valle, sobre un plano, en un recinto fortificado de dos a dos hectáreas y media donde los duques tenían la voluntad de fundar un centro político y religioso propio, con mayor margen de maniobra que en Ruan, ciudad del arzobispo. Como en la tradición carolingia, asocian paladium y abadía.
Debajo o cerca de la iglesia se encuentra el monasterio de monjas fundado alrededor de 658 y que es una continuación de las grandes fundaciones carolingias del valle del Sena, como Jumièges y Fontenelle, donde se fundaron la abadía de Jumièges y la abadía de Saint-Wandrille. El palacio de los duques ocupaba el sur de la iglesia, el claustro y los edificios conventuales se encontraban al norte contrariamente a la tradición.
La iglesia
La iglesia de la Trinidad de Fécamp, por su amplitud y la riqueza de los detalles de su arquitectura yde su decoración es uno de los monumentos más curiosos de la Edad Media francesa. Su masa imponente con 127 m de longitud es más vasta que muchas catedrales. Aunque en su conjunto pertenece al estilo gótico primitivo, también hay partes románicas; capillas en gótico florido de finales del siglo XIII; una capilla de la Virgen en gótico flamígero, que forma, siguiendo la práctica normanda, un edificio independiente en la prolongación de la iglesia; mármoles italianos y verjas del Renacimiento; decoraciones del siglo XVII. Finalmente, el estilo Luis XV ha dejado su marca en la fachada aplacada contra la nave gótica y especialmente en el coro, con revestimientos de mármol adornados con apliques de bronce dorado, el altar y su llamativo baldaquino.
El estilo gótico de la iglesia de Fécamp es aún masivo y mal depurado de los hábitos románicos, pero se va refinando desde el coro hasta el extremo de la nave, pero se debe insistir en el carácter normando porque, al comienzo del siglo XIII, los arquitectos normandos, después de haberse sometido al estilo gótico de la Île-de-France, habrían comenzado a crear el estilo original que se convertirá en el gótico normando.

### Cronología

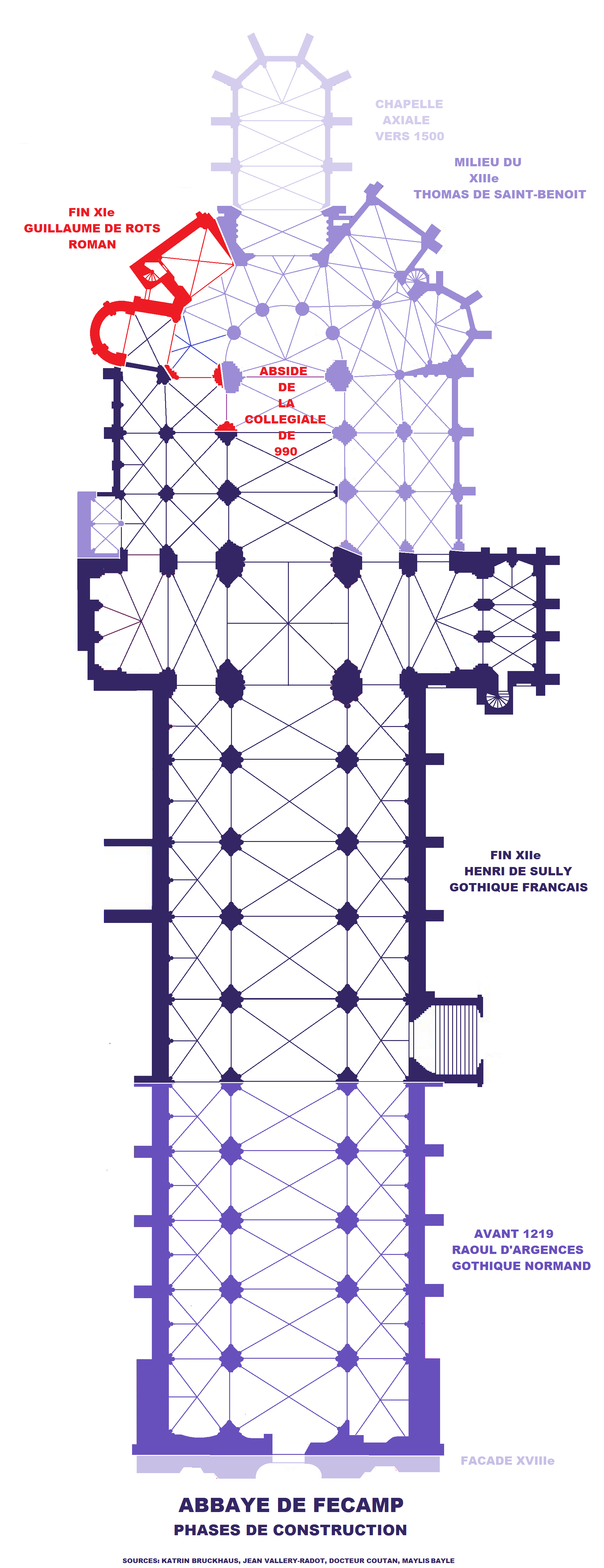
Planta con las fases de construcción

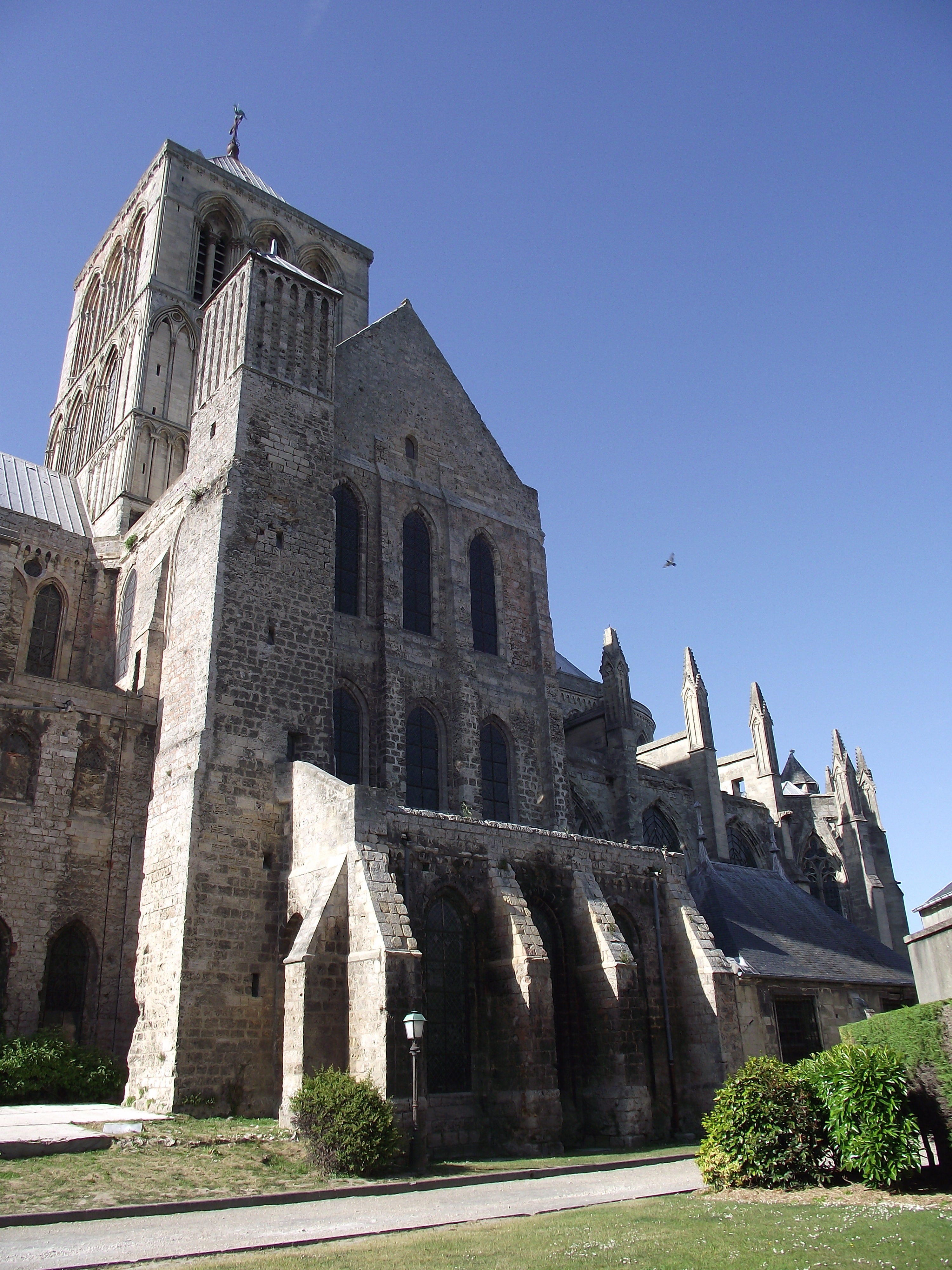
El transepto sur

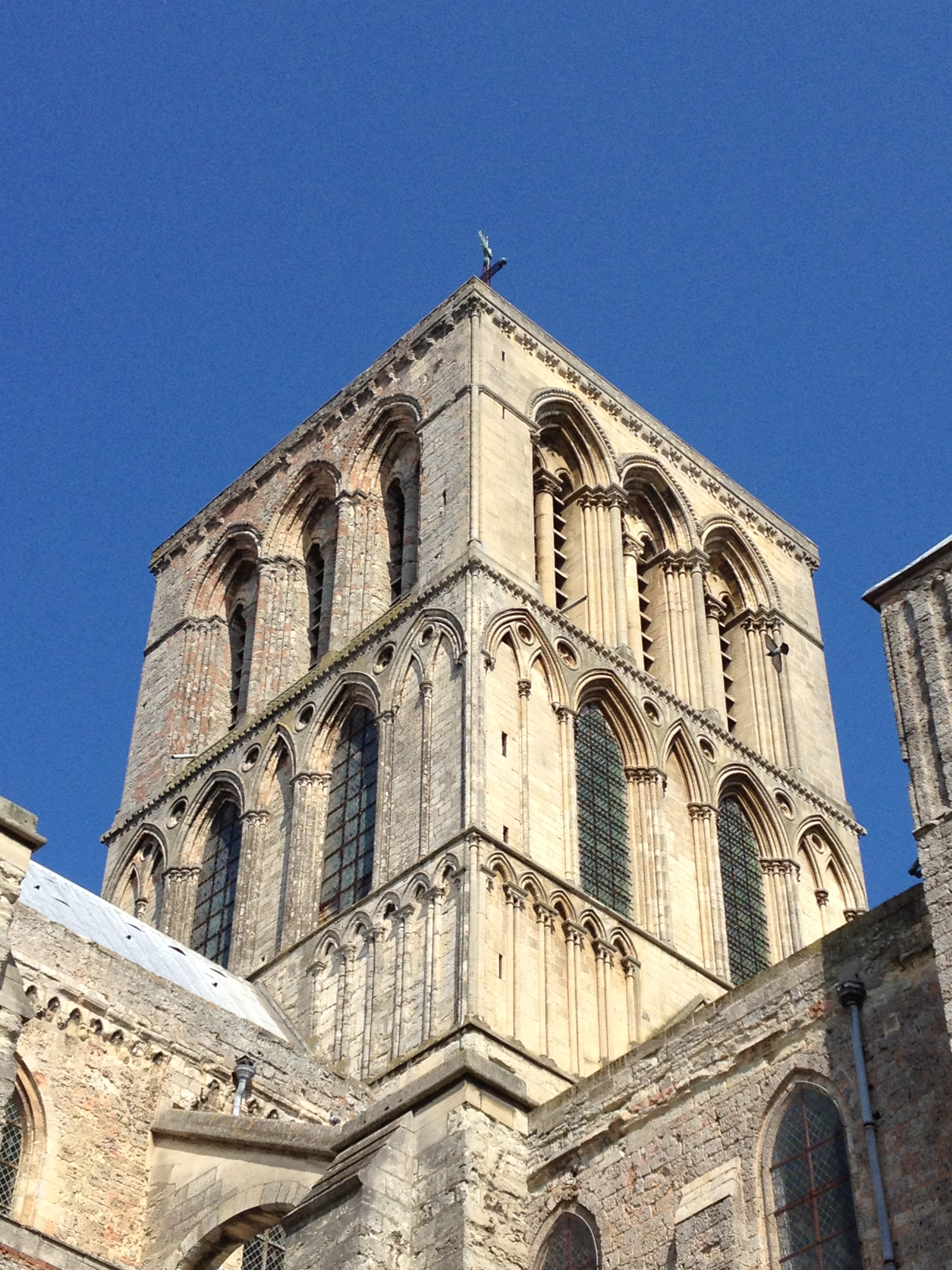
El cimborrio

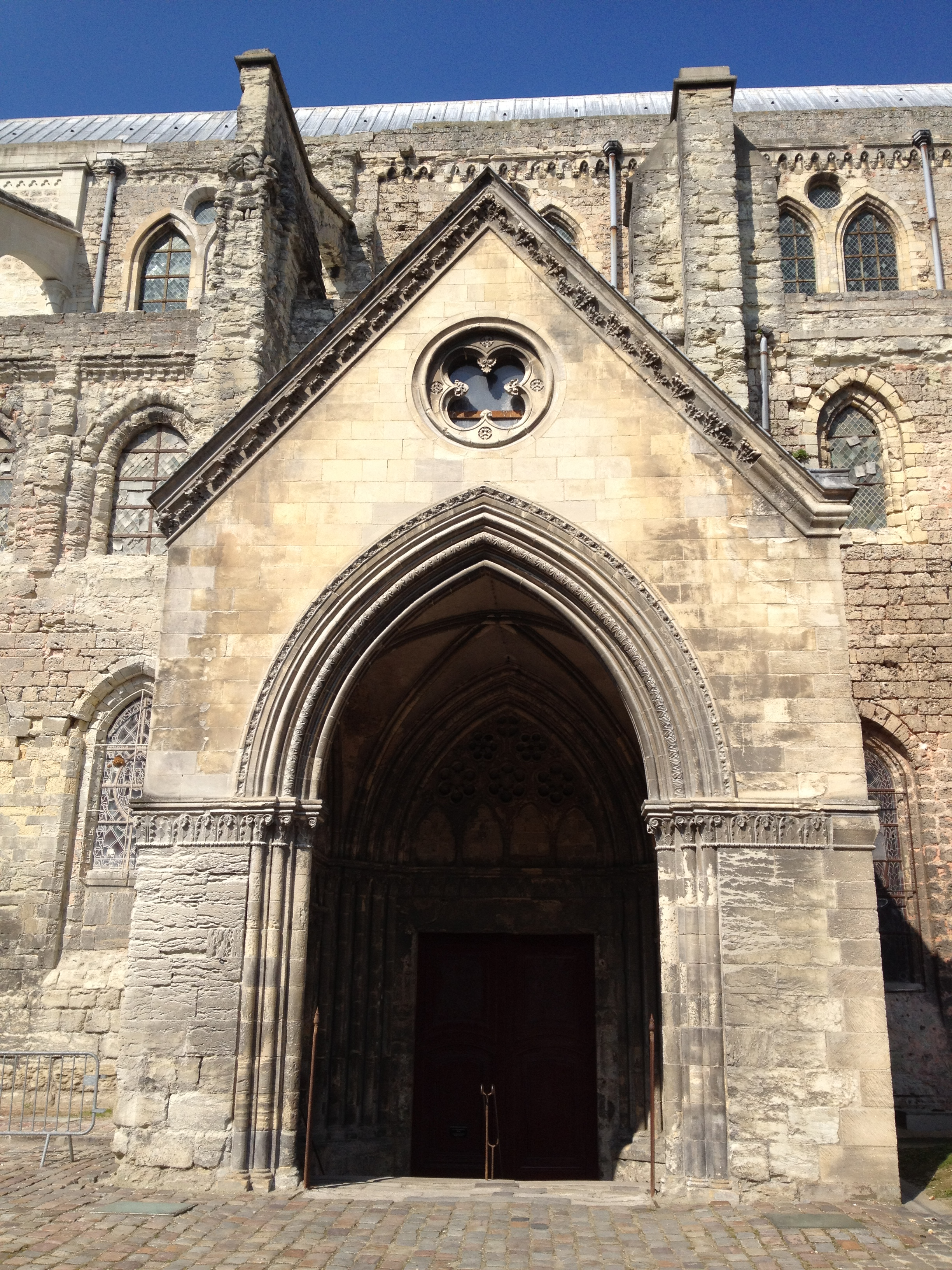
Porche de la fachada sur

En 990, sobre el oratorio de los canónigos, en el castillo de su padre, el duque Ricardo I erigió la colegiata de la que las excavaciones han revelado rastros del ábside en torno al cual se construyó la iglesia actual. Las fuentes hacen suponer que tenía un macizo occidental con dos torres como la abadía de Jumièges con su primera iglesia de San Pedro y la abacial Notre-Dame lo que sugiere que la Iglesia de la Trinidad de Fécamp constituiría el punto de partida de la elaboración de la fachada normanda.
En 1001, el duque Ricardo II fundó la abadía de los benedictinos y llamó a Guillaume de Volpiano, abad de San Benigno de Dijon. La iglesia de ladrillo y de piedra con varias torres, esta abovedada o provista de arcos, blanqueada en el exterior y pintada en su interior. Las excavaciones han mostrado restos de muros redondeados entre el segundo y tercer tramo del coro y cerca de la nave lateral norte del segundo tramo.
A finales del siglo XI, bajo el tercer abad Guillaume de Rots (1079-1107), el coro fue construido y consagrado en 1099. Queda de esta construcción cuya arquitectura era cercana a la de la iglesia Saint-Etienne de Caen: las dos capillas que se abren sobre el deambulatorio norte, los dos niveles inferiores al norte del tramo derecho del coro y los cuatro pilares del tercer tramo de la nave. Los restos de la iglesia de Guillaume de Rots todavía existentes representan el estado de la arquitectura normanda en la época de la primera cruzada, los pesados ábacos de las columnas provistas con perfiles rudamente achaflanados, los capiteles cubiertos con adornos geométricos planos forman un agudo contraste con los perfiles más eruditos de las columnillas vecinas posteriores al incendio de 1168.
La planta del coro de esta época ofrece un gran interés porque el estado actual del edificio permite reconstruirlo fácilmente. En el deambulatorio, alrededor del coro se abren cinco capillas radiantes, alternativamente redondas y cuadradas, de las cuales quedan dos. En el eje, la capilla de la Virgen tuvo que tomar el lugar de una capilla redonda. Finalmente en el sur, a pesar de los cambios, se encuentra el plano alternado con una capilla cuadrada y después un ábside de cinco lados que sustituyó a la capilla románica semicircular.
El deambulatorio construido por Guillaume de Rots es uno de los más antiguos de Normandía. Solo el de la abacial de Notre-Dame de Jumieges parece más antiguo que el de la Trinidad de Fecamp, pero no tiene capillas radiantes. El coro de la iglesia de Fécamp, construido entre 1087 y 1099, es, por lo tanto, el ejemplo más antiguo conocido de la introducción de este tipo de arquitectura en Normandía.
A finales del siglo XII, tras el incendio de 1167, el abad Henri de Sully reconstruyó de este a oeste, los tramos rectos del coro inspirándose en la cabecera normanda y manteniendo el alzado en tres niveles. Esta realización incorporaba las evoluciones del estilo con arcos apuntados, capiteles con hojas de agua y bóvedas de crucería. El eco del gótico de la Île-de-France es manifiesto en las construcciones de Henri de Sully. Las tribunas se parecen a las de la catedral de Lisieux inspiradadas en el modelo francés con elementos normandos como el corredor y el cimborrio del transepto, el uso de ojivas sobre planta barlonga en una época en que la bóveda sexpartita era preferida por los maestros de obra de la Île-de-France. Las obras duraron 50 años y fueron completadas por el abad Raoul d'Argences (1190-1219) con los primeros cinco tramos de la nave y la fachada oeste. Después de 1200, hay como una reacción regional y el estilo gótico anglo-normando comienza a constituirse. El coro de la iglesia Saint-Étienne de Caen y la catedral de Ruan fueron sus primeras manifestaciones sorprendentes cuya obra maestra será la catedral de Coutances.
En Fécamp, este estilo está representado en los primeros cinco tramos de la nave erigidos por Raoul d'Argences antes de 1219. Las pilastras de la nave muestran este cambio entre el quinto y el sexto tramo. Las dos mitades de cada una de las pilastras corresponden a dos campañas diferentes. En el este, los ábacos son cuadrados y las bases tienen garras y en el oeste, los ábacos son poligonales, las bases no tienen garras pero descansan sobre bases circulares y el perfil de los pilares está hecho de curvas y contra-curvas.
A mediados del siglo XIII, el coro se transformó después de la demolición de las tribunas y fue reemplazado por arquerías más esbeltas con un alzado de dos niveles. Se reconstruyeron la capilla axial y las capillas del sur del coro. Todas estas obras se llevaron a cabo conservando la bóveda y las ventanas altas del siglo XII. Las capillas fueron completadas por el abad Thomas de Saint-Benoît (1297-1307).
Después de mediados del siglo XIV, la forma general de la iglesia ya no cambió. La capilla axial fue reconstruida hacia 1500 y la fachada oeste en el siglo XVIII. La fachada demolida en 1747 era muy simple con tres portales cubiertos entre dos torres cuadradas cuyos tocones aún existen, luego una galería que conectaba las dos torres y un gran rosetón en el hastial de la nave.

### Descripción

#### La fachada
Tiene una fachada de estilo clásico que contrasta con el resto del edificio. La puerta está enmarcada por las estatuas monumentales de los duques de Normandía, Ricardo I y Ricardo II, los dos benefactores de la abadía que reposan en la abadía.

#### La nave

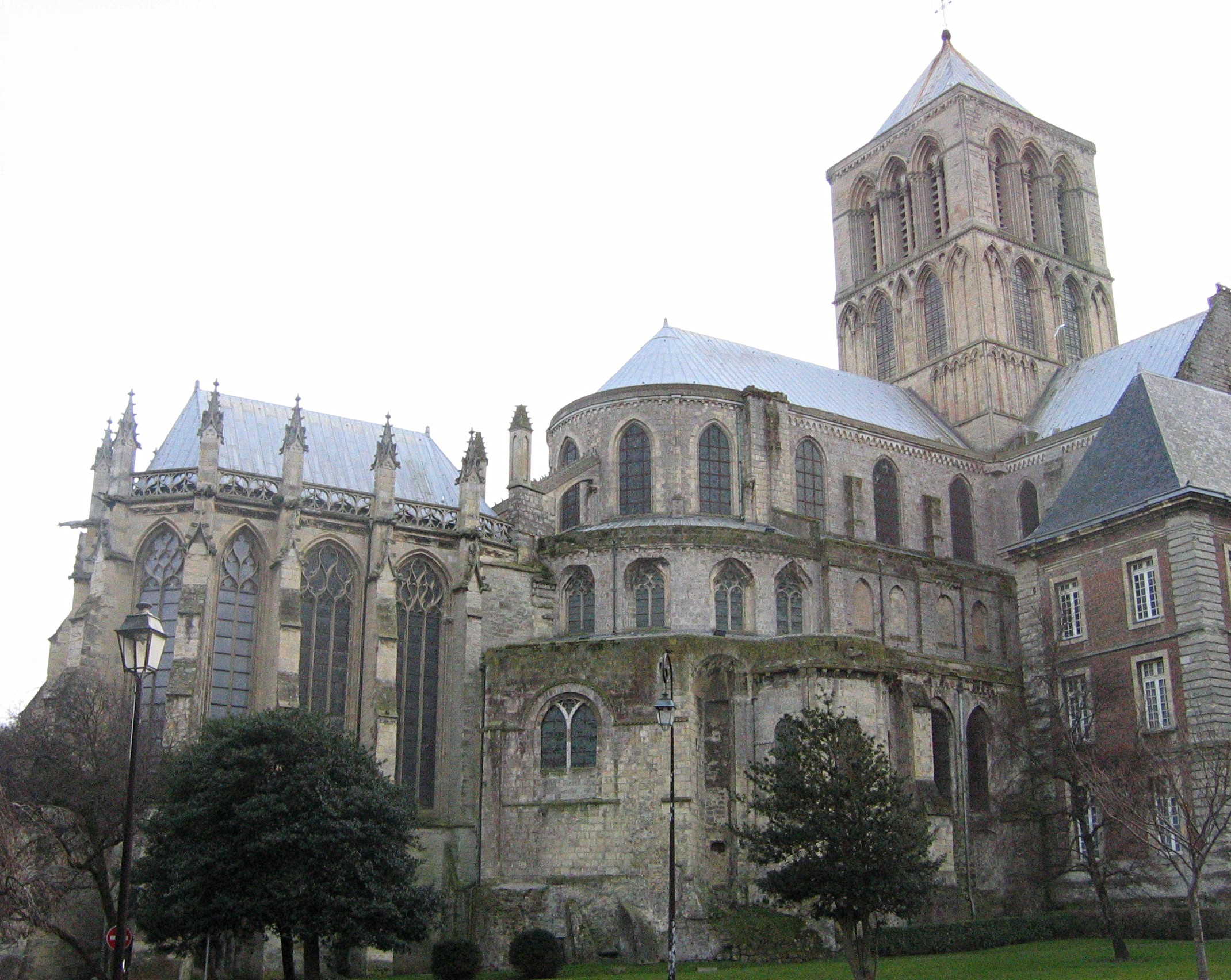
Vista noreste de la abacial

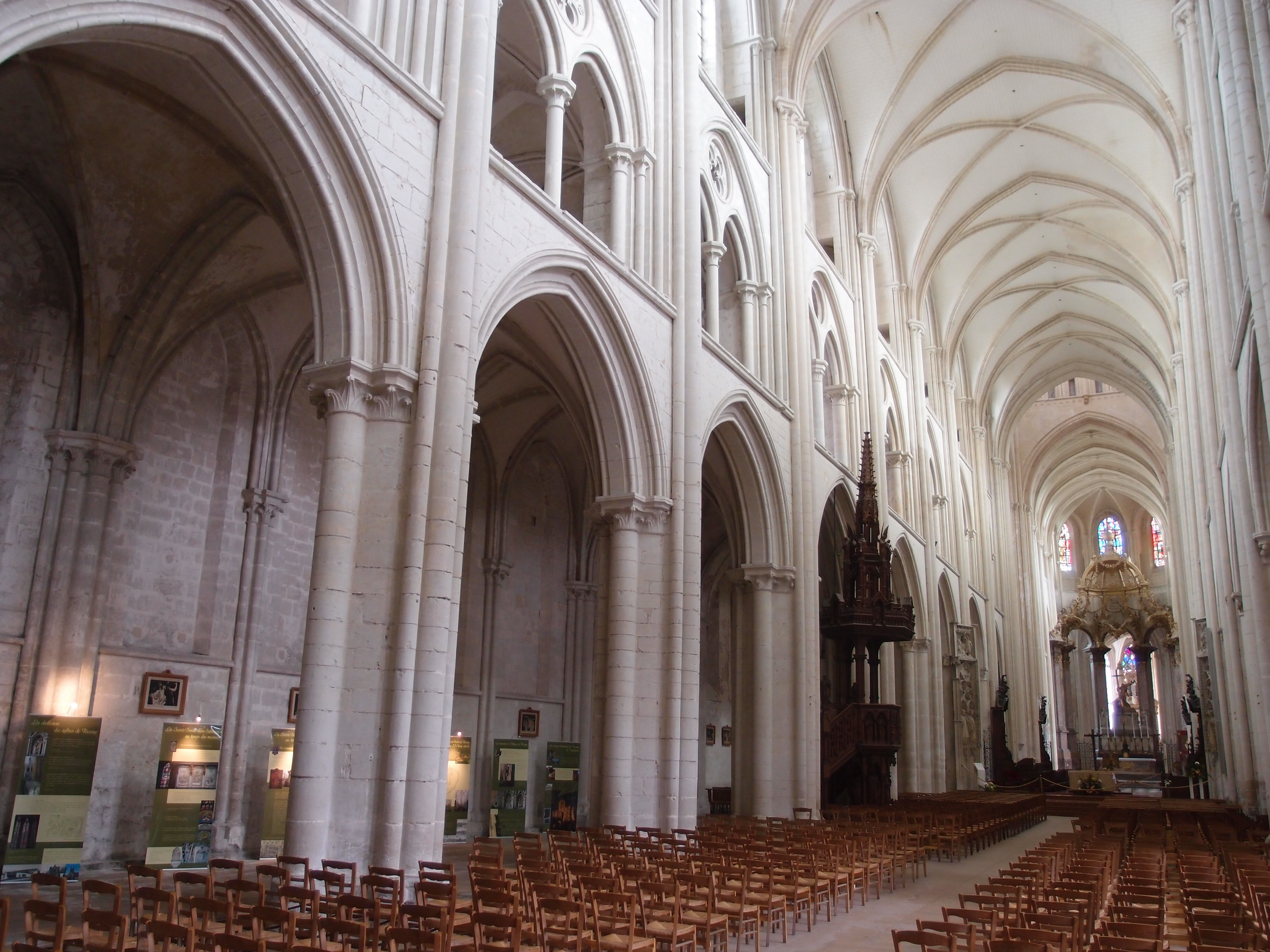
Vista de la nave y la nave lateral norte

La nave está apuntalada por contrafuertes bastante macizos y por arbotantes.
Se descubre en el interior una gran nave con 10 tramos y dos naves laterales. La elevación de las bóvedas es impresionante. Los muros están perforados en sus niveles superiores por numerosos huecos que aportan una gran claridad
El alzado de la nave se divide en tres niveles: arcos apuntados, una tribuna que se abre sobre un hueco geminado gótico con una columna mediana y perforada con cuatrifolios dentados floreados, ventanas altas con un corredor perforada en los piesderechos de los arcos formerets.

#### El crucero del transepto y su cimborrio
El cimborrio (en francés, tour-lanterne, un verdadero tragaluz, se depega bajo arcos a 40 m de distancia. En el crucero del transepto culmina un alto campanario gótico de 65 m de altura.
Jean Vallery-Radot lo data en el segundo cuarto del siglo XIII. El último piso, incluida la sala de las campanas, fue dañado en 1460 por un rayo y luego restaurado.

#### El transepto
En el brazo sur del transepto se encuentra un bajorrelieve conocido como la dormición de la Virgen. Junto a él, figura un relicario que alberga el «Pas de l'Ange», rastro que habría dejado una criatura alada en la piedra en 943, con motivo de la dedicación de un santuario precedente.
Finalmente, en el brazo norte, hay un reloj astronómico, construido en 1667 por un relojero de Ruan, Antoine Beysse. Indica en particular la amplitud de las mareas y las fases de la Luna.

#### La cabecera
El coro tiene un deambulatorio que sirve a varias capillas radiantes. Al norte están los únicos vestigios que datan del período románico. Todas las capillas fueron cerradas a principios del siglo XVI por cierres finamente tallados. Hay en ellas varios yacentes notables, así como la tumba de Guillaume de Volpiano. La capilla axial está dedicada a Nuestra Señora y data del siglo XV. Frente a ella, adosado al coro, está el tabernáculo de la Santa sangre.
En el coro se encuentra el altar mayor renacentista, precedido por otro altar del altar mayor conbaldaquino, del siglo XIV esta vez. Un hermoso relicario del siglo XII también es visible. Estaba anteriormente cubierto con policromía.

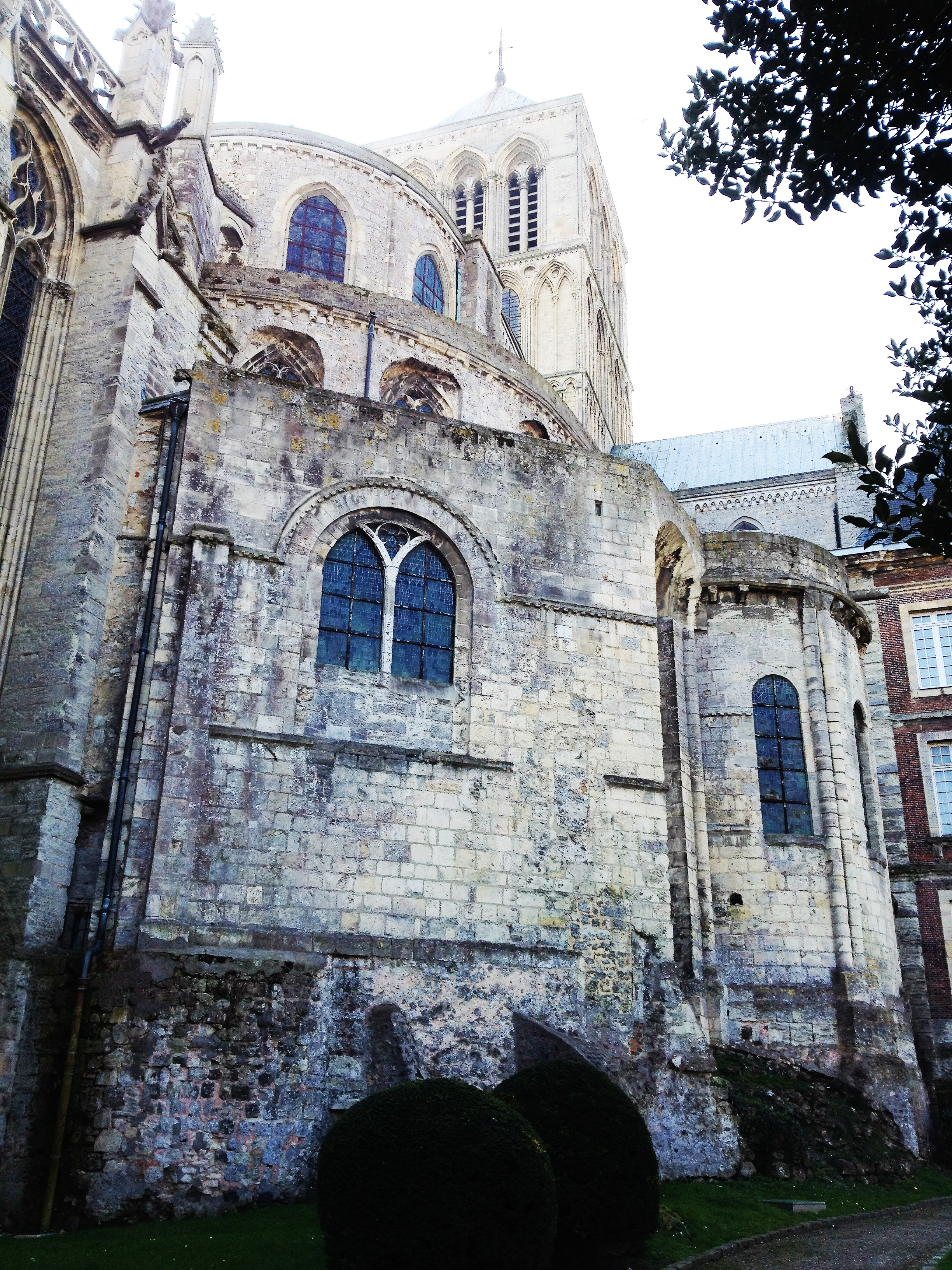
Las capillas del XI
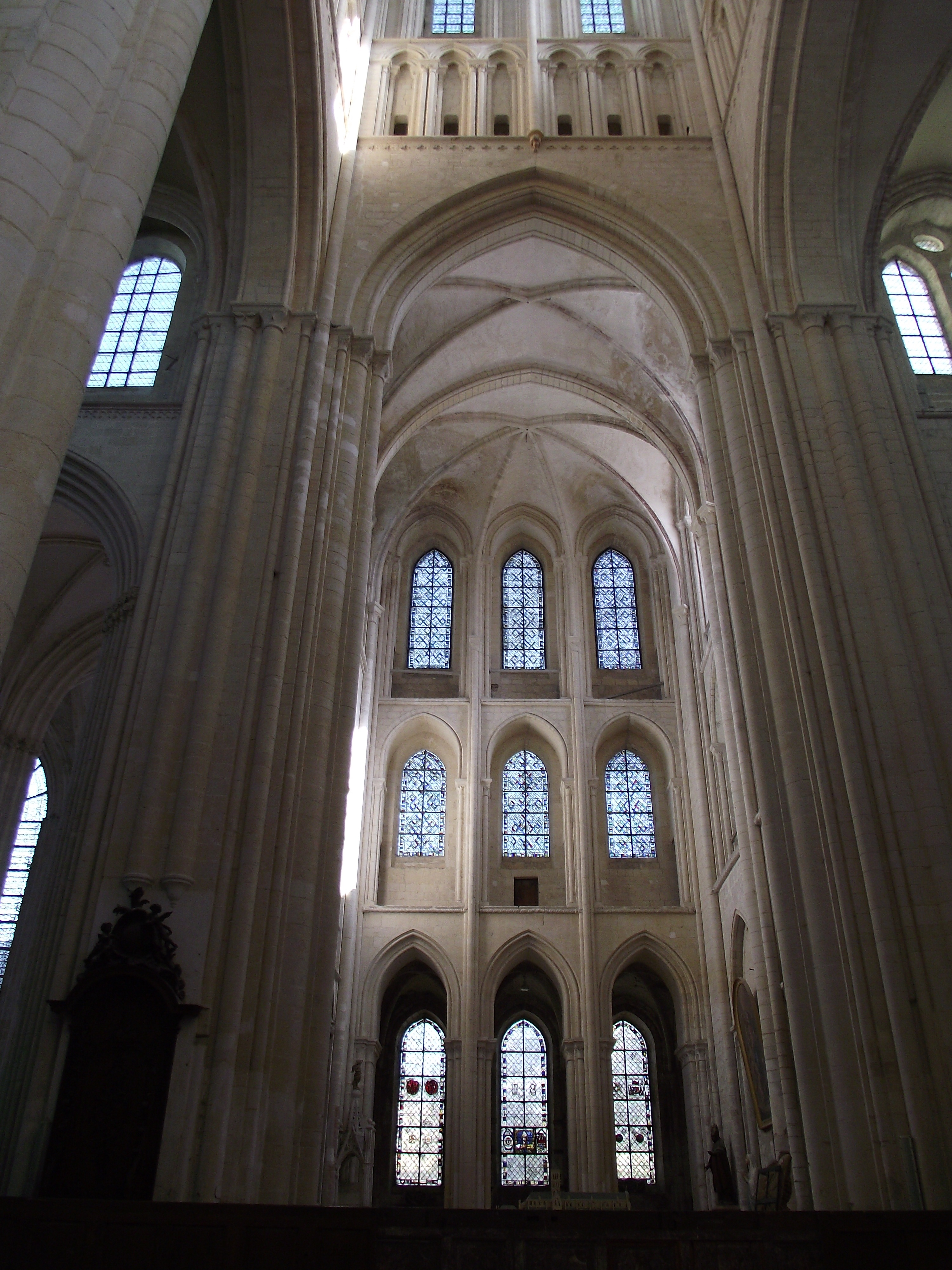
El crucero del transepto
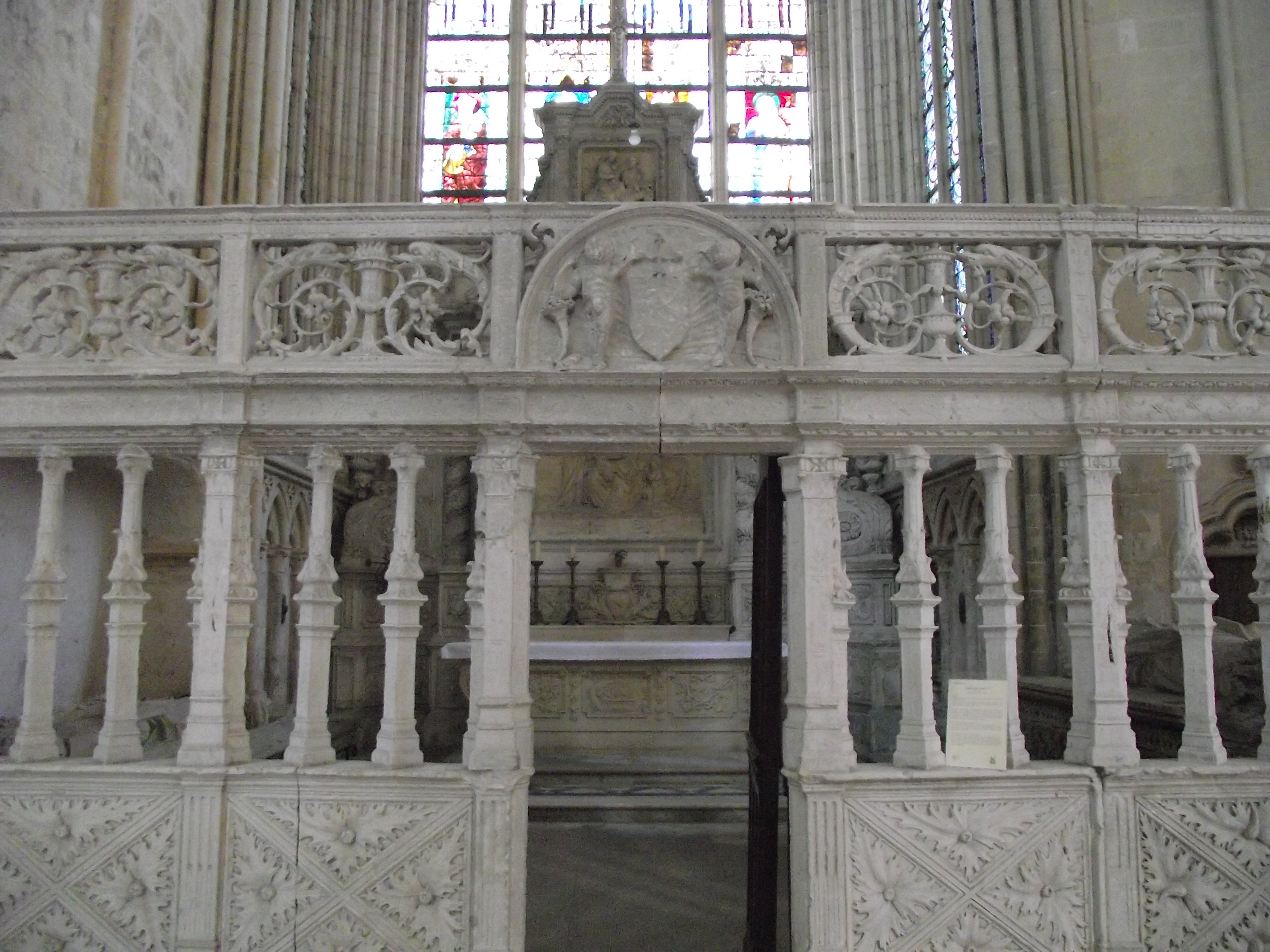
El cierre de la capilla
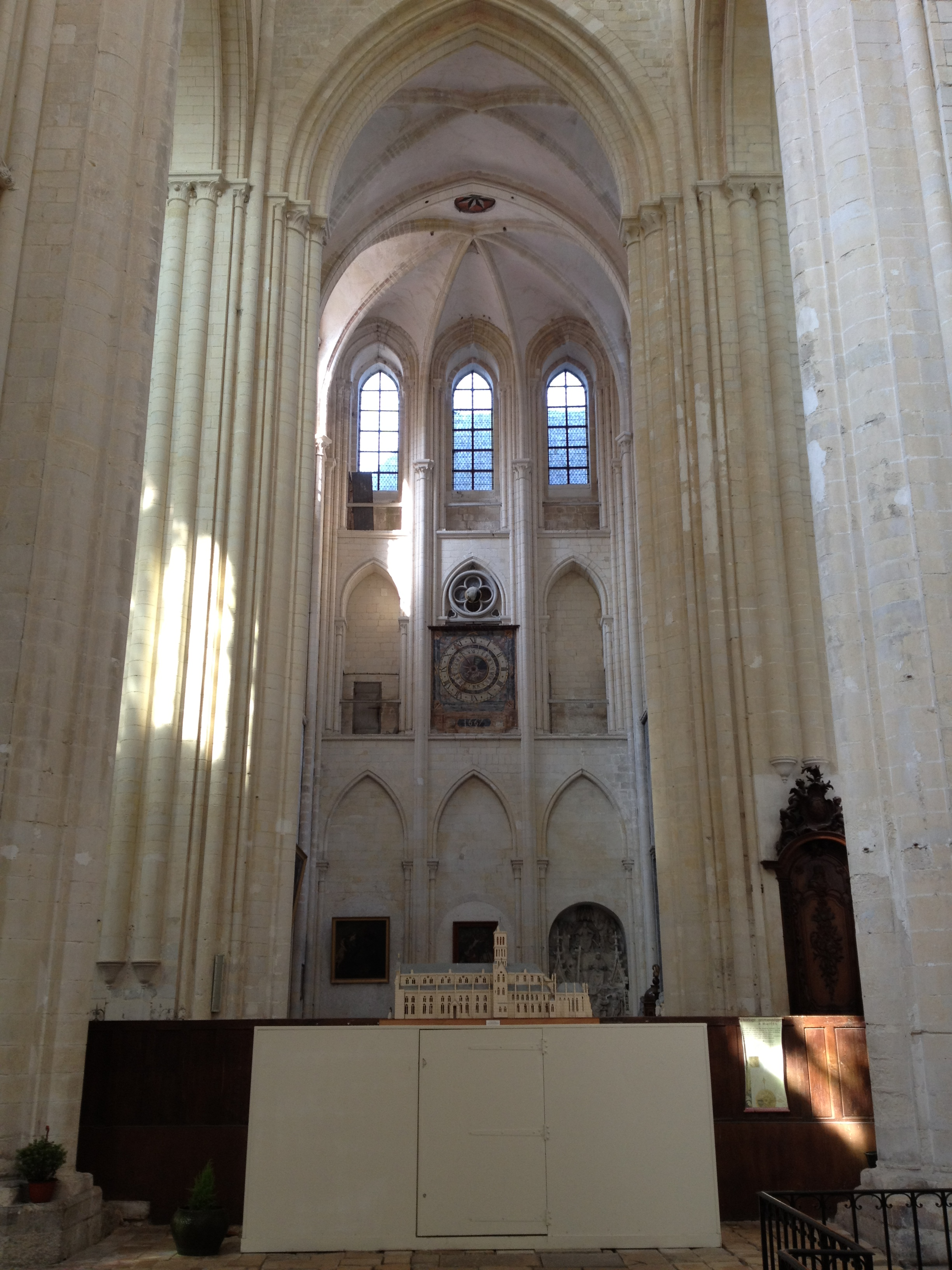
Transepto Norte

### Los vitrales
En la capilla de la Virgen de la iglesia abacial hay vidrieras del siglo XIII, tres figuras de apóstoles en nichos, acompañados de grisura que son probablemente las vidrieras normandas más antiguas con personajes aislados. Tres vidrieras con pequeñas escenas son de una época más reciente, de las que la mejor conservada es una Vie de Sainte Catherine [Vida de Santa Catalina] en compartimentos trilobados, de una ejecución muy minuciosa y agraciada, con influencias inglesas, picardas o del norte de Francia.
El arte del siglo XIV está representado por tres vitrales incompletos dispuestos al fondo de la capilla de la Virgen: una  Légende de Saint Édouard le Confesseur [Leyenda de San Eduardo el Confesor], donde se encuentran los temas del matrimonio de Eduardo y Edith con su voto de castidad, la reconstrucción de la abadía de Westminster, los milagros de curación, los actos de caridad y el anillo dado por el rey a san Juan Evangelista.
Este arte está próximo al arte del vitral parisino de alrededor de 1300 y de los manuscritos como el Peterborough psalter [salterio de Peterborough]. La Vie de Saint-Louis [Vida de San Luis] de alrededor de 1310 está incompleta con once escenas entre ellas la entrega de la corona de espinas a un obispo, los episodios de la cautividad y la muerte del rey; otro vitral muestra a un santo ermitaño y a un león.
Del siglo XV un único y hermoso vitral permanece en la capilla de San Andrés, con la Vierge, le Christ, Saint Pierre et Saint Jean l'Évangéliste [La Virgen, Cristo, san Pedro y san Juan Evangelista] bajo arquitecturas ricamente decoradas. El estilo es de alrededor de 1450.
En el siglo XVI, la obra de Arnoult de Nimègue está presente en tres altos ventanales del coro que muestran la Trinité, Sainte Suzanne et Saint Taurin [Trinidad, santa Susana y san Taurin], patrones secundarios de la abadía de los que se guardan reliquias. Son renacentistas, de alrededor de 1510-1512, bajo el abadiato del cardenal Antoine Bohier. Una Trinité incompleta del mismo artista está en la capilla de la Virgen y otros pequeños paneles más nuevos están blasonados con las armas del cardenal Bohier, del cardenal de Lorena y del arzobispo François de Joyeuse.
Los paneles del siglo XVIII tienen las armas de la familia de Becdelièvre.

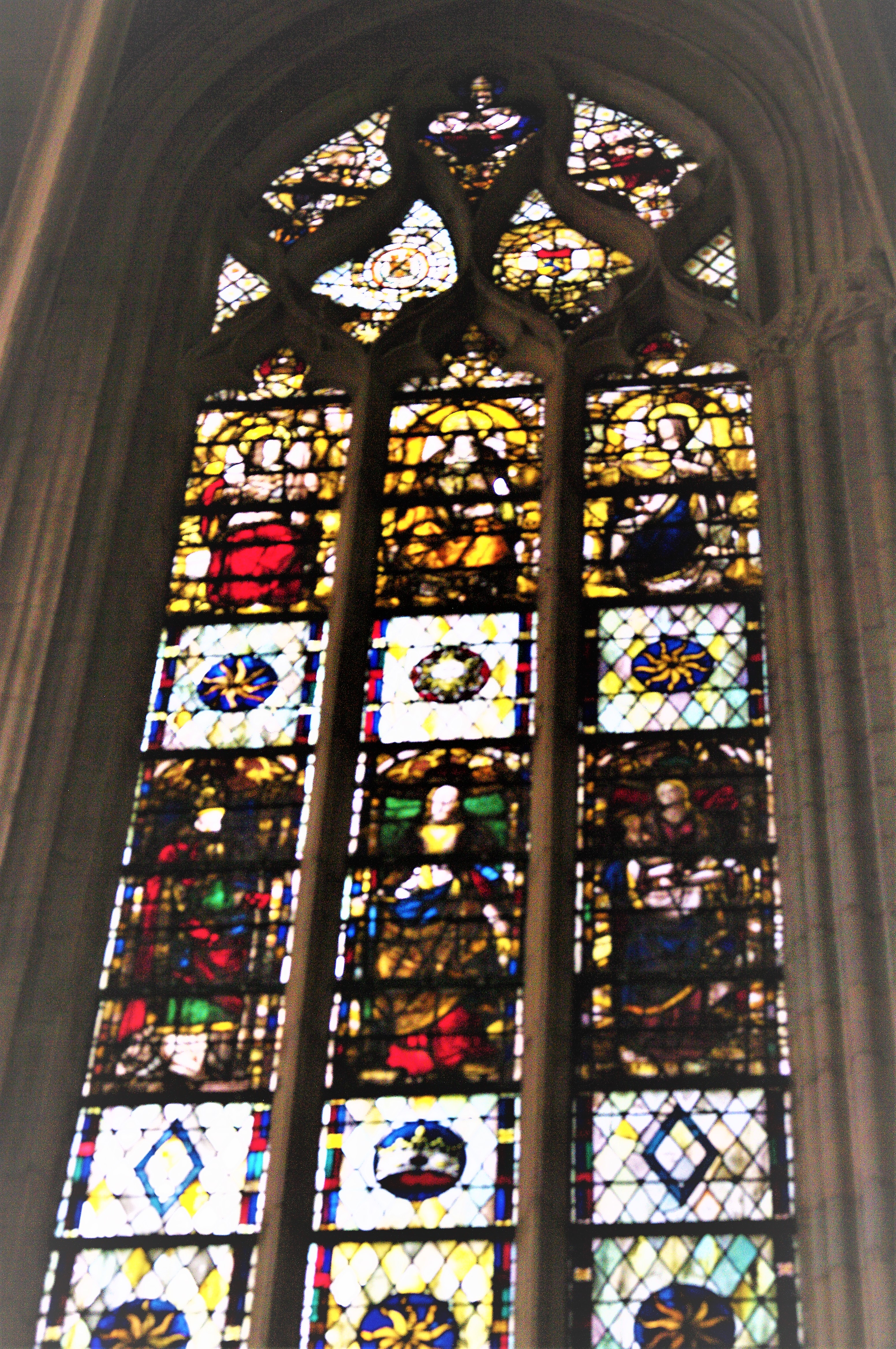
Vitral del XVI, capilla de la Virgen
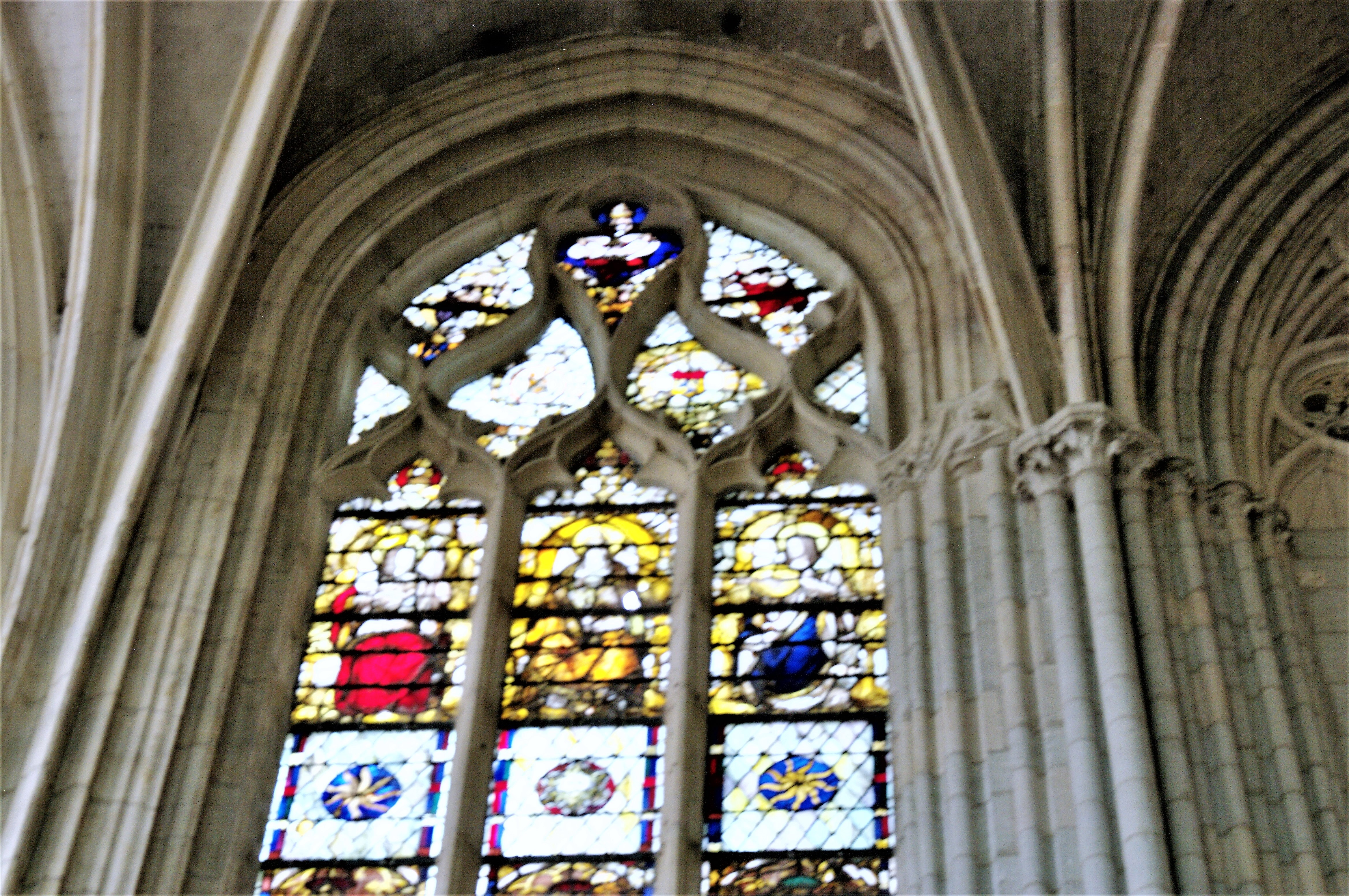
Detalles del vitral del XVI, capilla de la Virgen
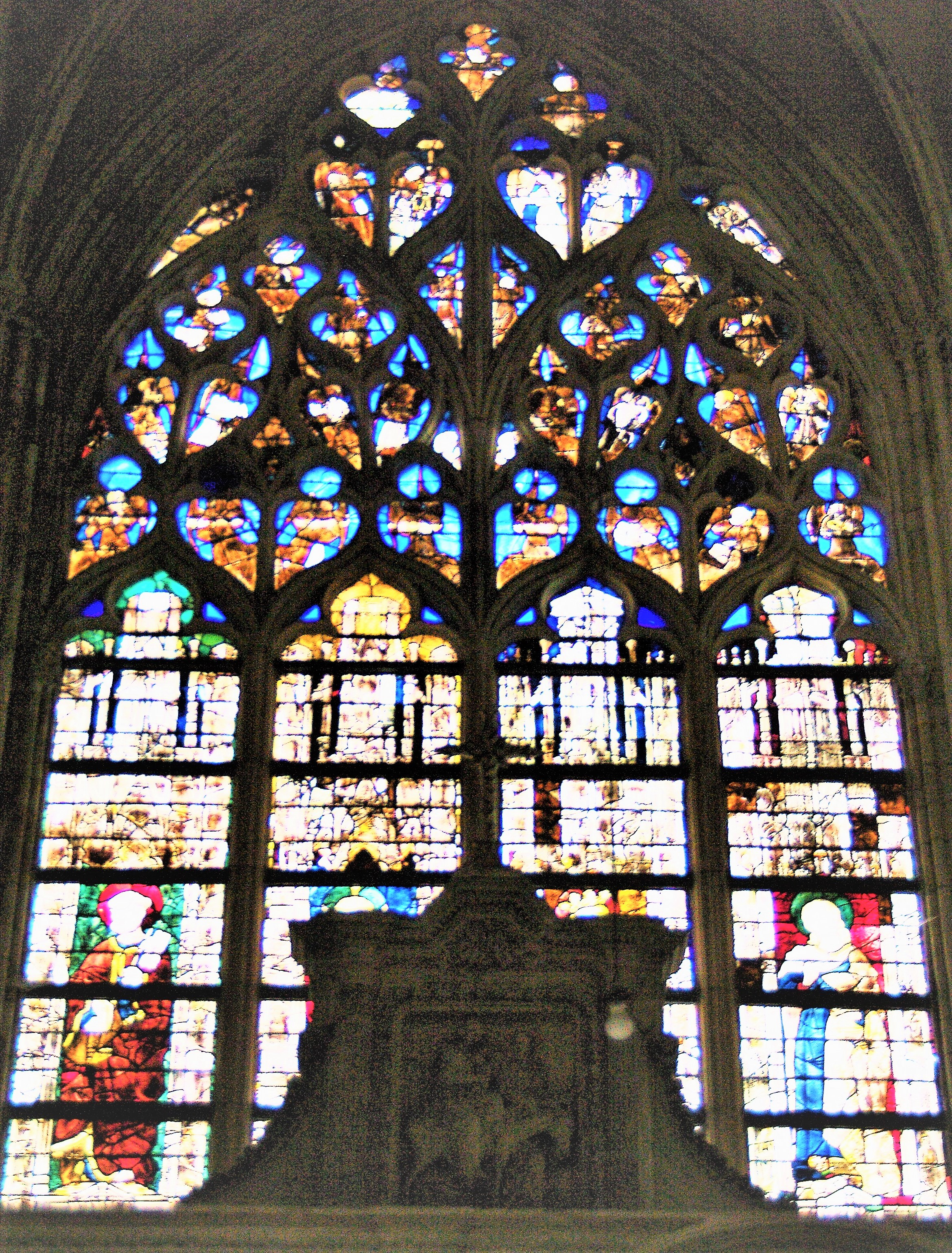
Vitral renacentista de la capilla de San José

### Las sepulturas
En la capilla de las Fuentes, en el brazo sur del transepto, yacen bajo una losa, los cuerpos de los duques de Normandía Ricardo I y Ricardo II. Según Arthur de la Borderie, Alain III de Bretaña, nieto de Richard I, que murió en Vimoutiers en el año 1040 también fue enterrado en la sala capitular de la abadía de Fécamp.
Un memorial está apoyado en el pilar sur delante del coro en memoria de los abades Philippe du Fossé, 21.º abad (1372-1380), Estold d'Estouteville, 23.º abad  (1390-1423) y Jehan de la Haule, 25.º abad  (1440-1467), enterrados en la nave de la abacial.
La capilla del Sagrado Corazón alberga el mausoleo de Guillermo de Volpiano, el primer abad de Fécamp y también del último monje de la abadía, Dom Louis Ambroise-Blandin (1760-1848).
La abadía también tiene cuatro yacentes de abades de Fécamp: el de Thomas de Saint-Benoît, 12.º abad (1297-1307), en la capilla de los Santos Patronos, de Guillaume de Putot, 11.º abad (1258-1297) y de Robert de Putot, 13.º abad (1307-1326) en la capilla de San José, y de Richard d'Argences, 7.º abad (1220-1223) en la capilla de San Nicolás.

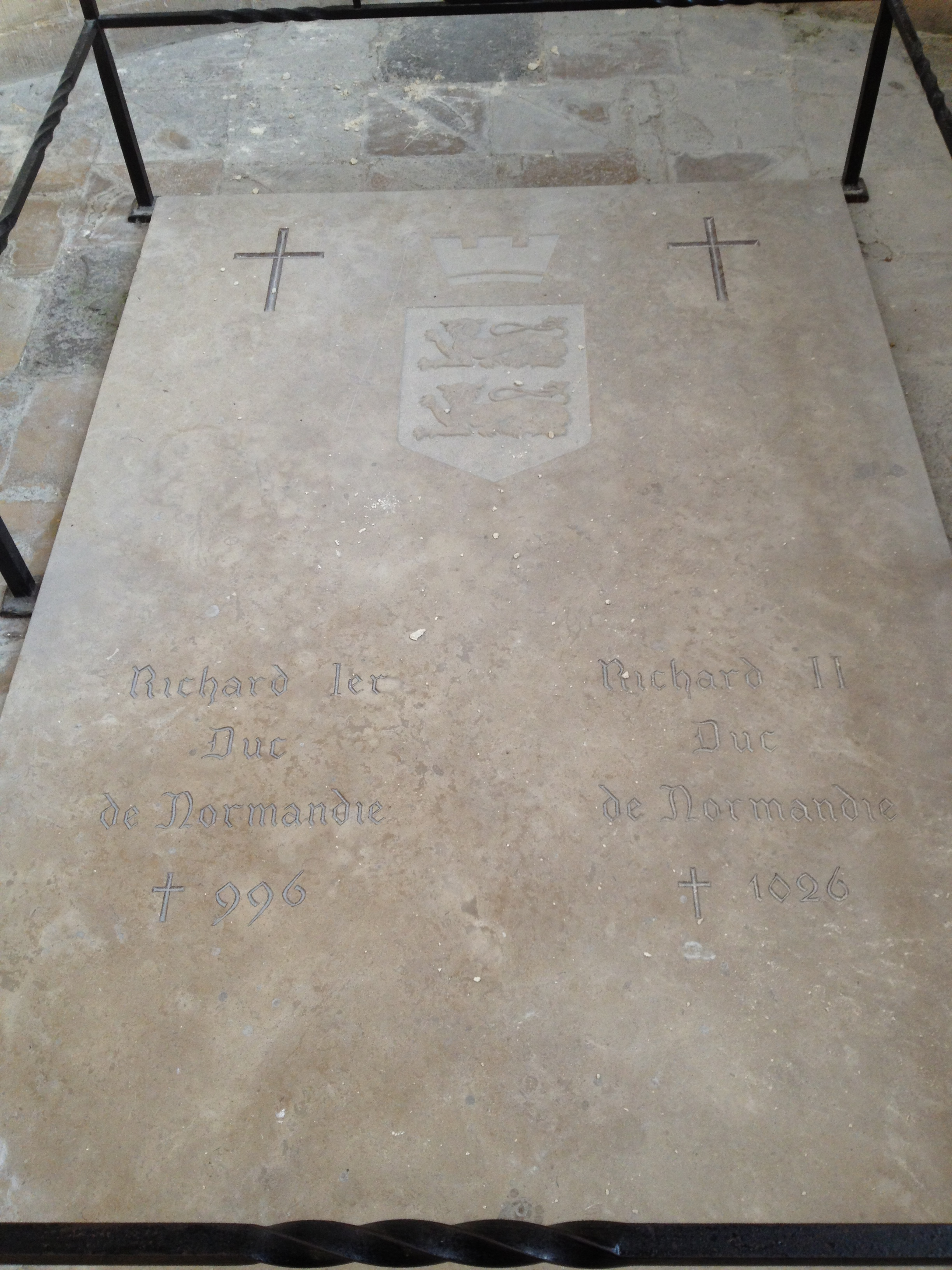
Ricardo I y Ricardo II, duques de Normandía, fundadores de la abadía
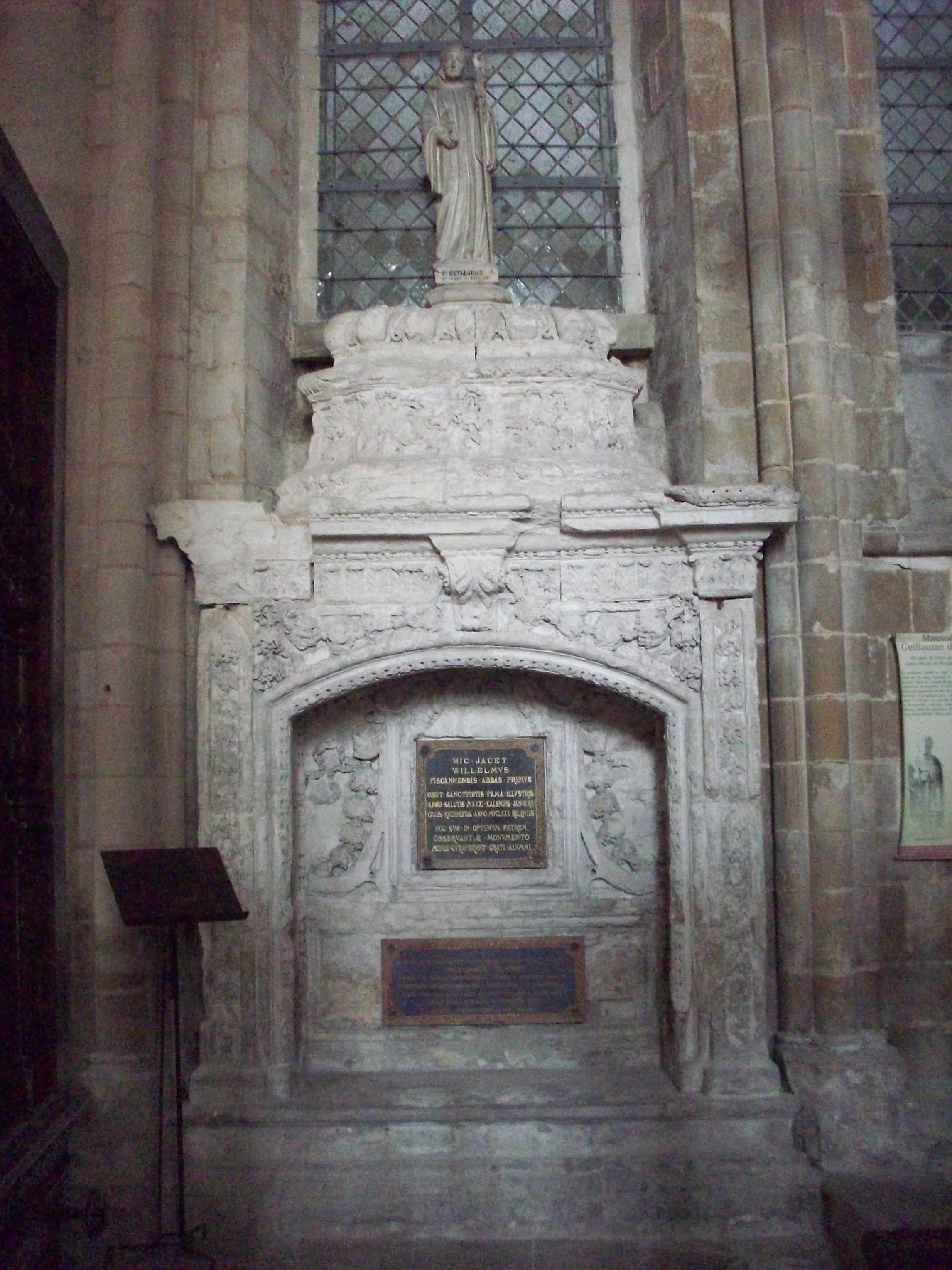
Mausoleo de Guillaume de Volpiano
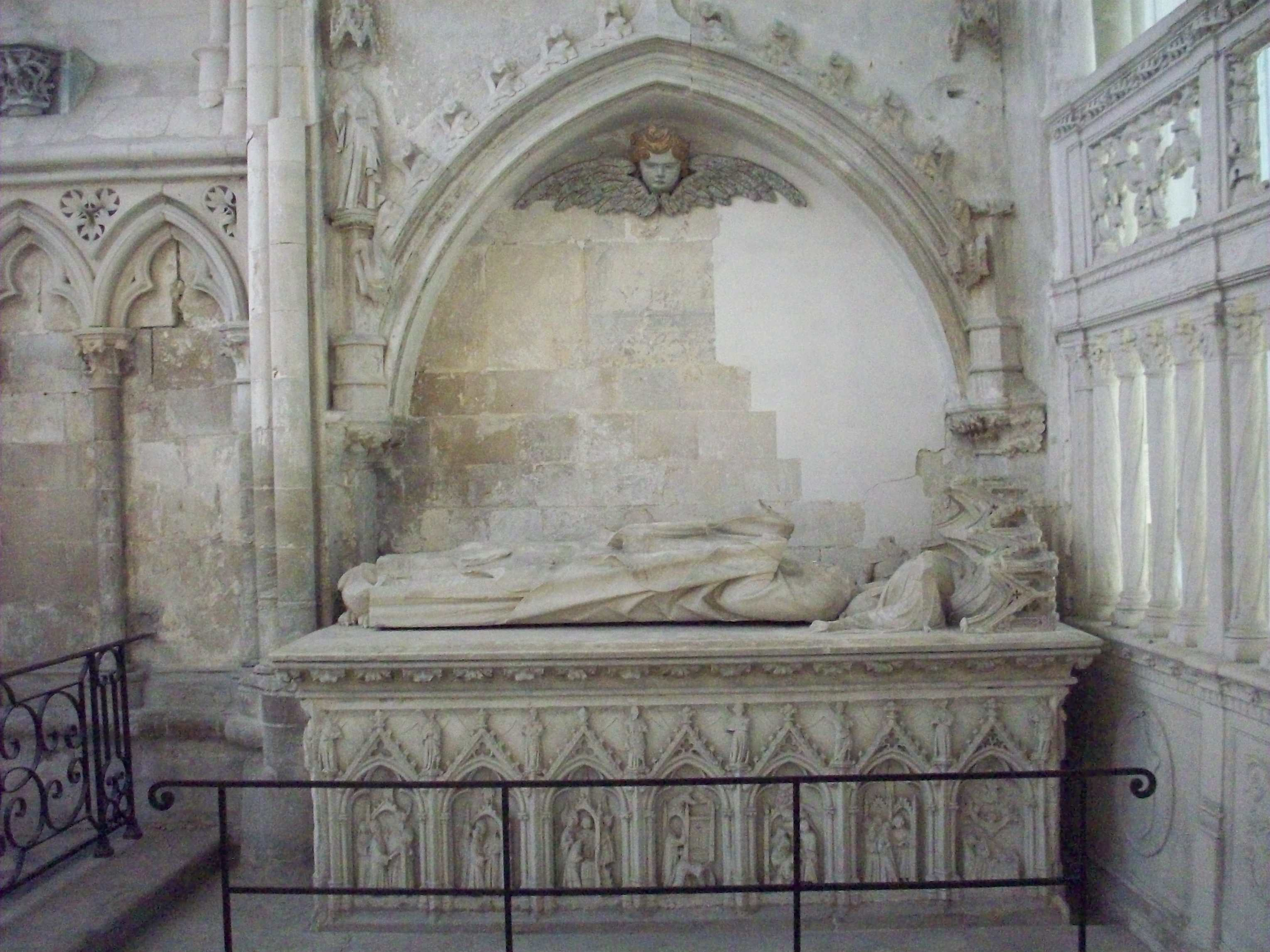
Yacente de Thomas de Saint-Benoît
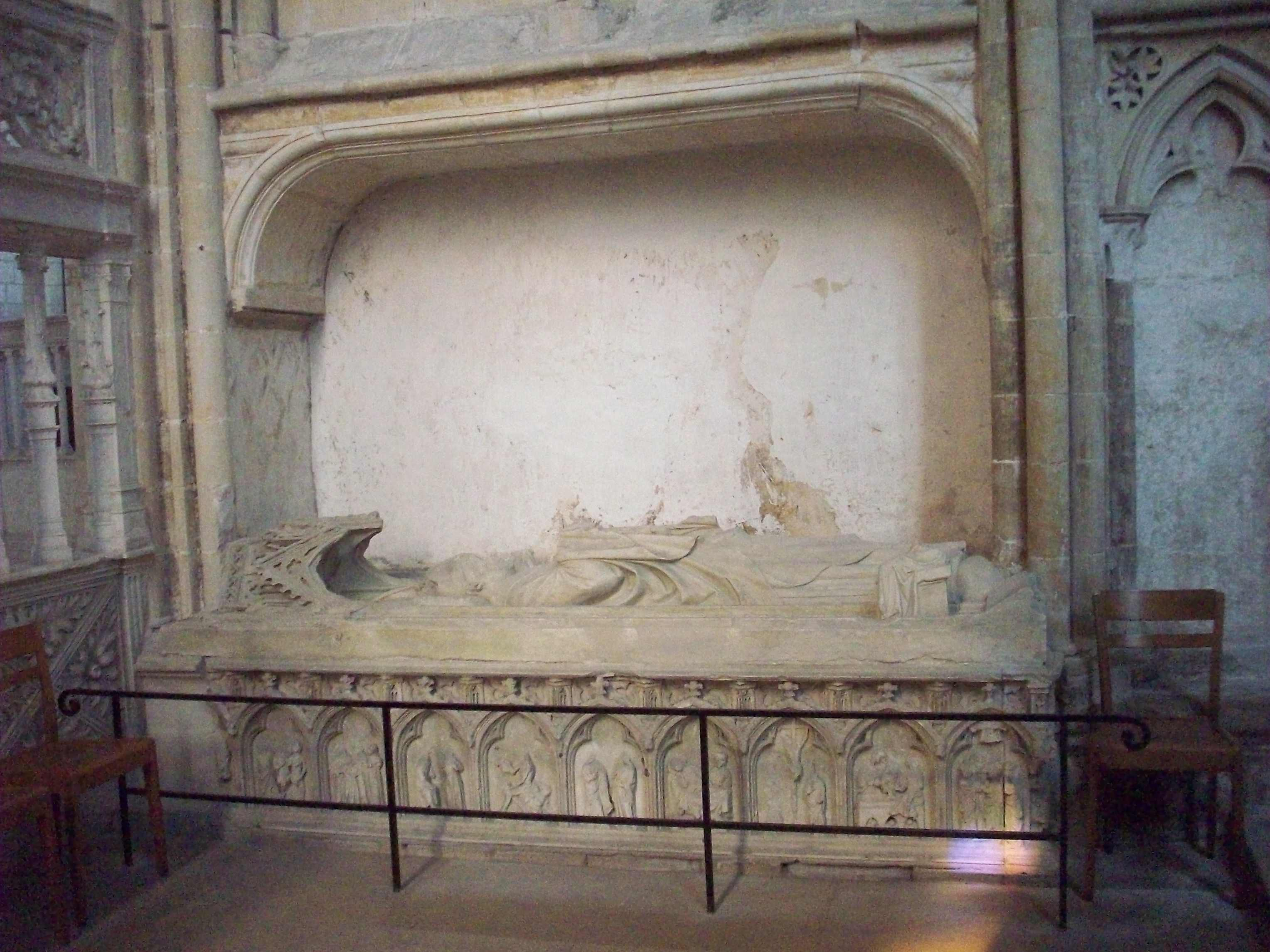
Yacente de Guillaume de Putot
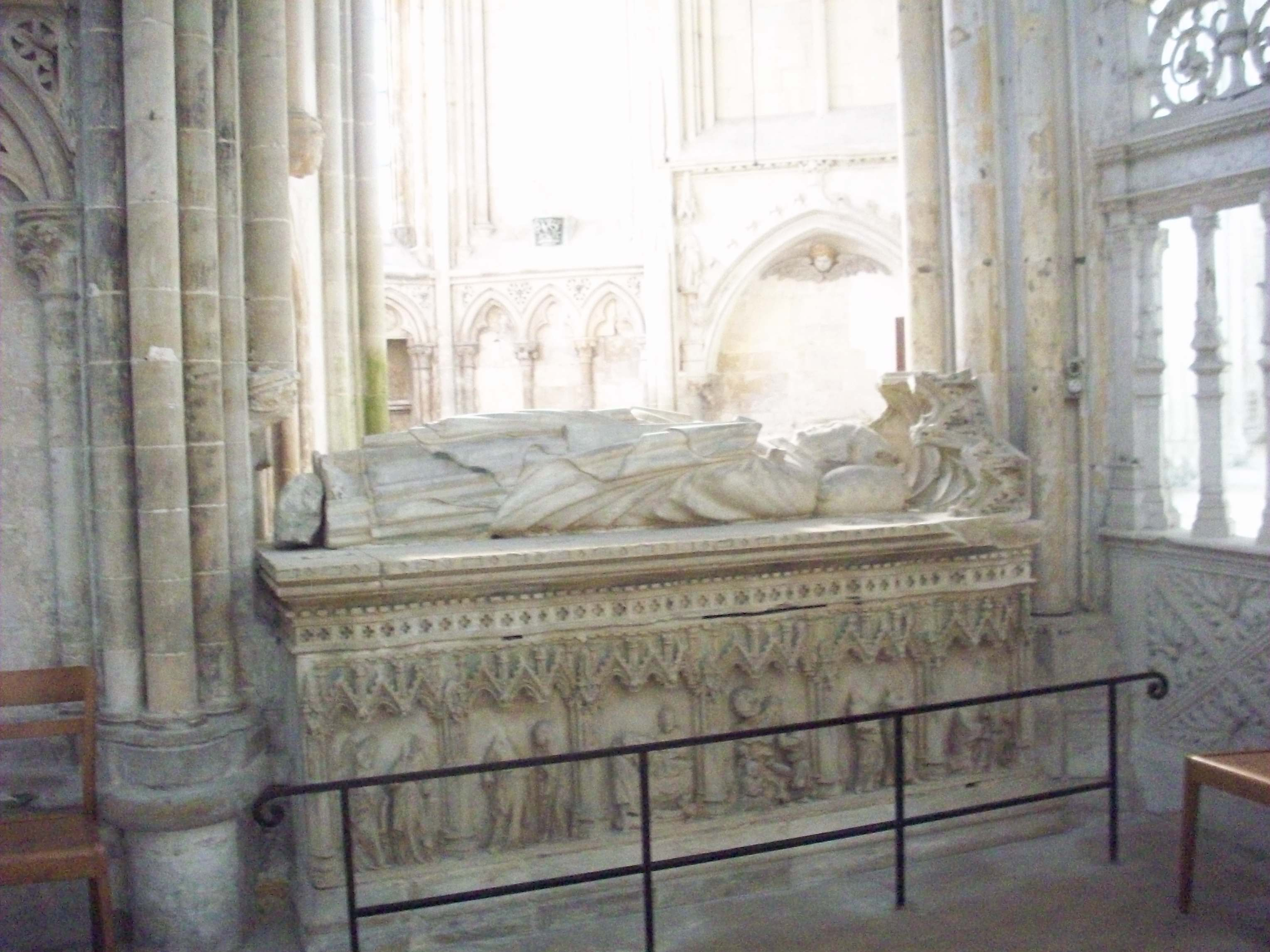
Yacente de Robert de Putot
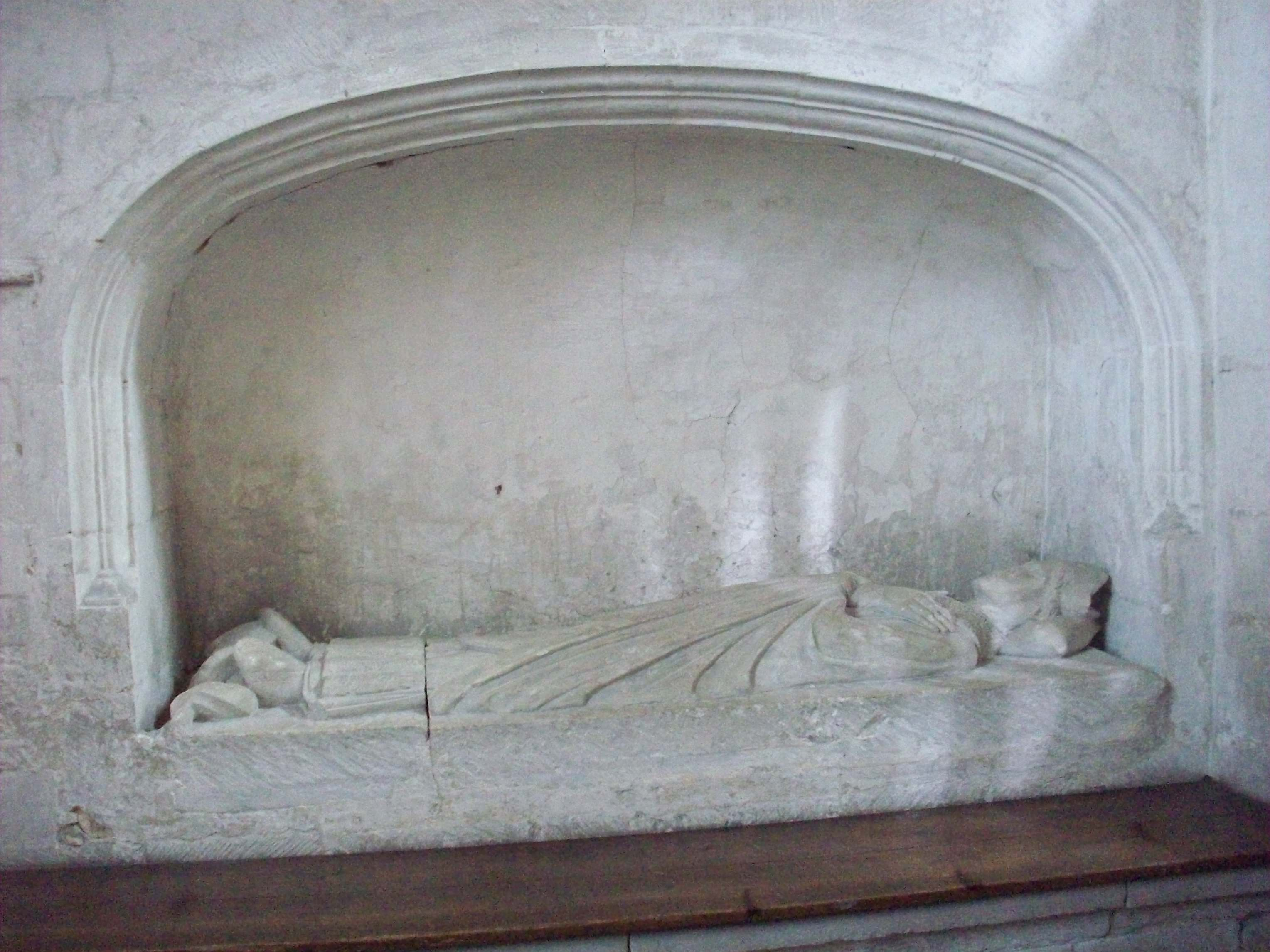
Yacente de Richard d'Argences

### Los órganos

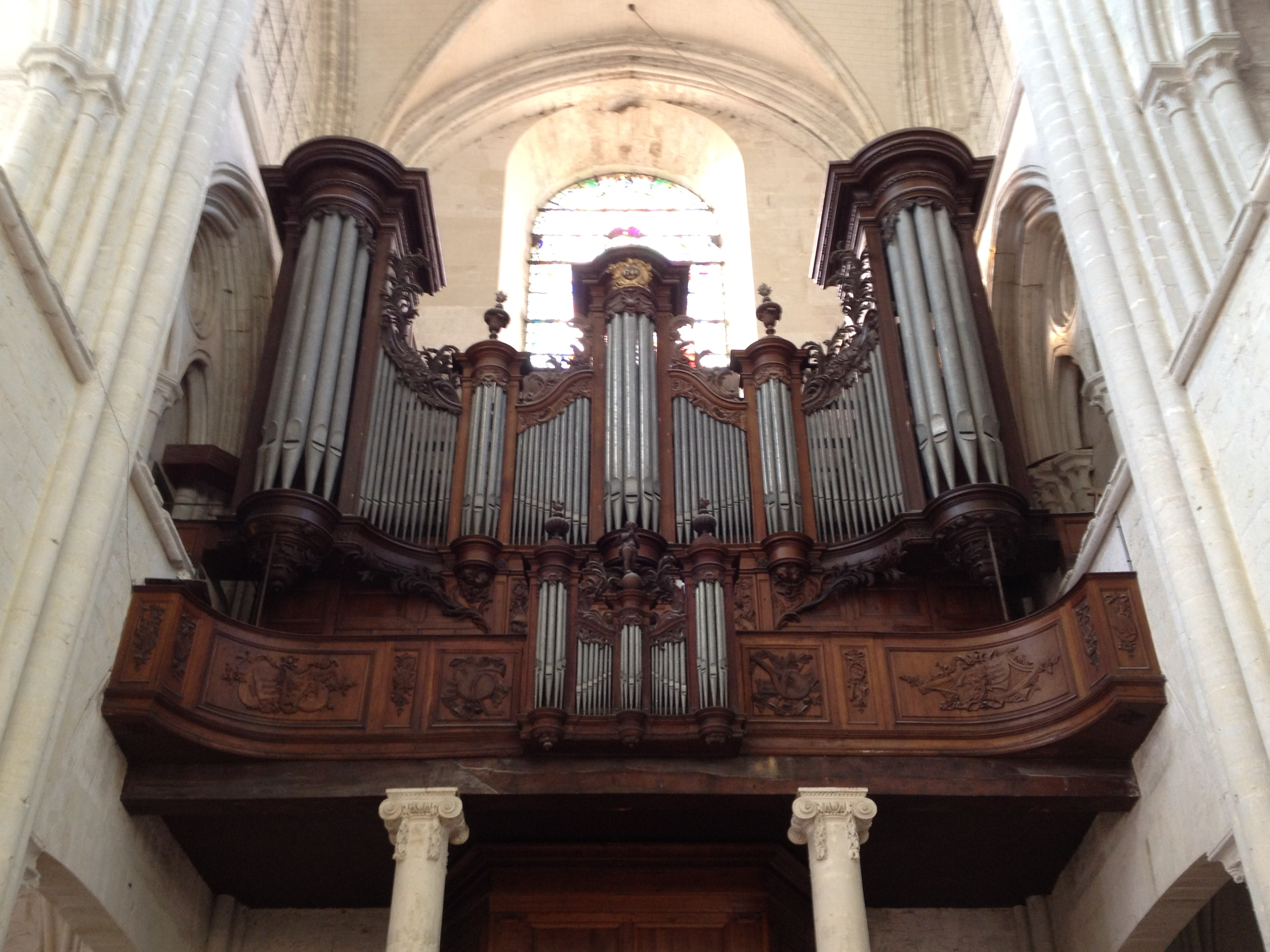
El órgano

La abadía de Fécamp tenía un órgano desde el siglo XI. El órgano de la tribuna fue construida en 1746 para la abadía de Montivilliers e instalado en la abacial de Fécamp en 1803. Fue completamente renovado por Cavaillé-Coll en 1883.
- construcción: Jean-Baptiste Nicolas y Louis Charles Lefebvre (1746)
- reconstrucción: Aristide Cavaillé-Coll (1883)
- restauración: Mutin (1901), Beuchet (1956), Haerpfer (1984), Jean-Marc Cicchero (1997)[35]
- teclados: 3 y 1 pedalero

## Miembros ilustres
- Guillaume de Volpiano (962-1031), primer abad de la abadía reformada;
- Jean d'Allie (fallecido en 1078), sobrino y discípulo de Guillaume de Volpiano, 2.º abad de Fécamp
- Remigius (fallecido en 1092), capellán de Fécamp, último obispo de Dorchester y primer obispo de Lincoln;
- Herbert de Losinga (fallecido en 1119), prior de Fécamp, obispo de Thetford después obispo de Norwich;
- Turold (fallecido en 1098), abad de Malmesbury después abad de Peterborough.

## Galería
- Photos

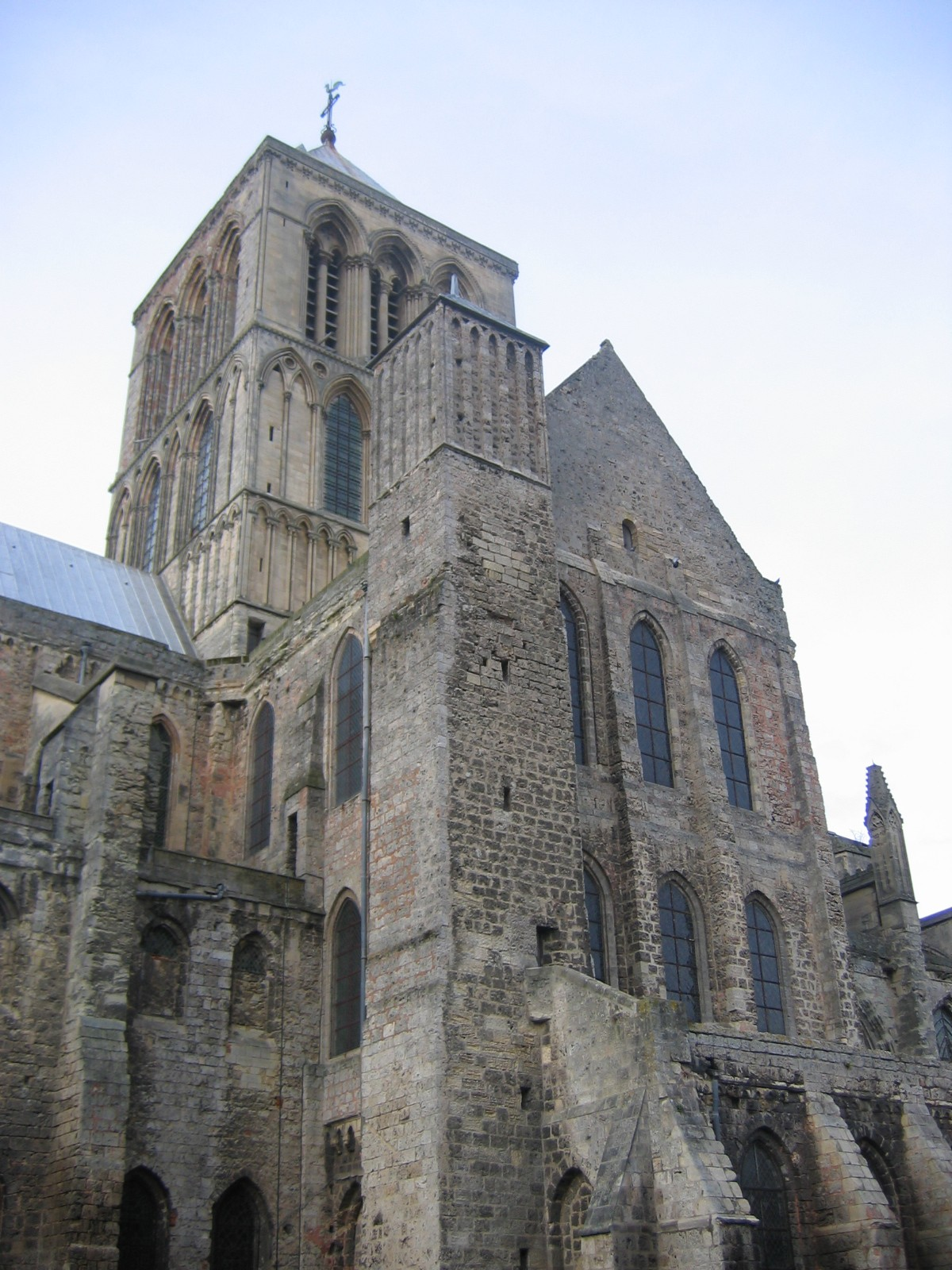
Vista suroeste
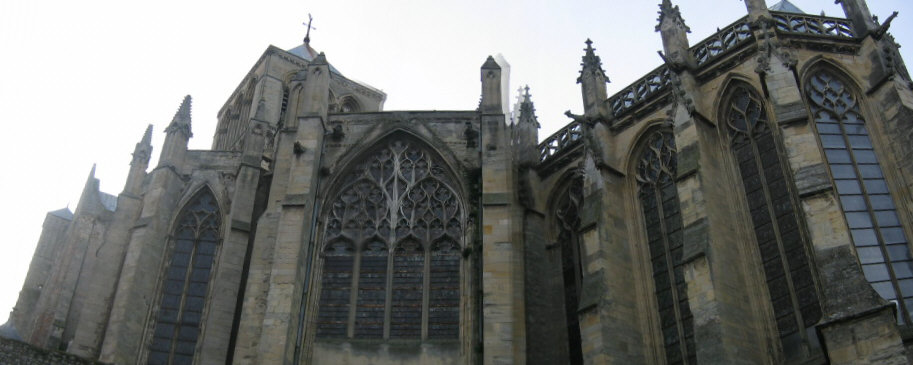
Vista sur
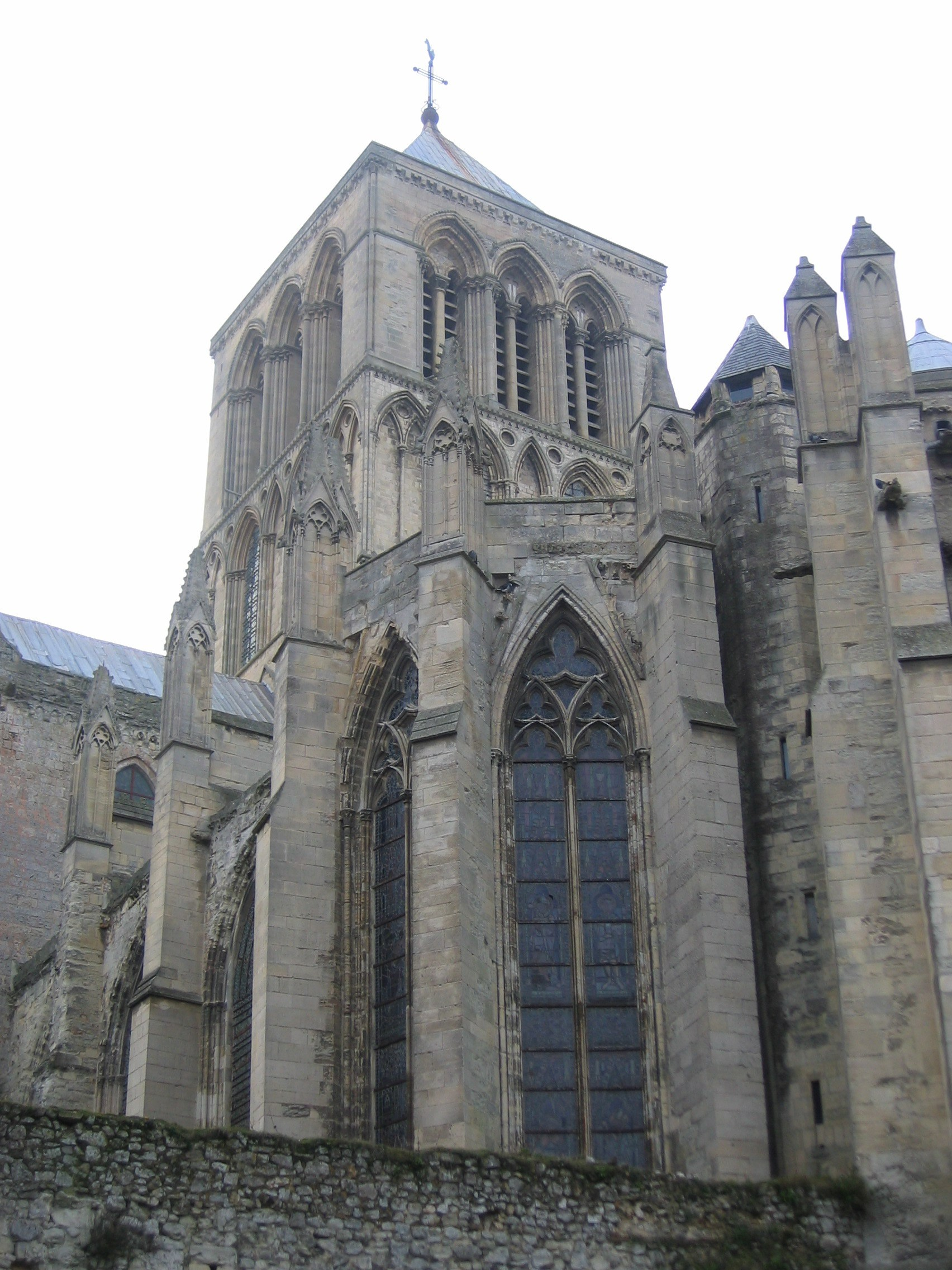
Vista este
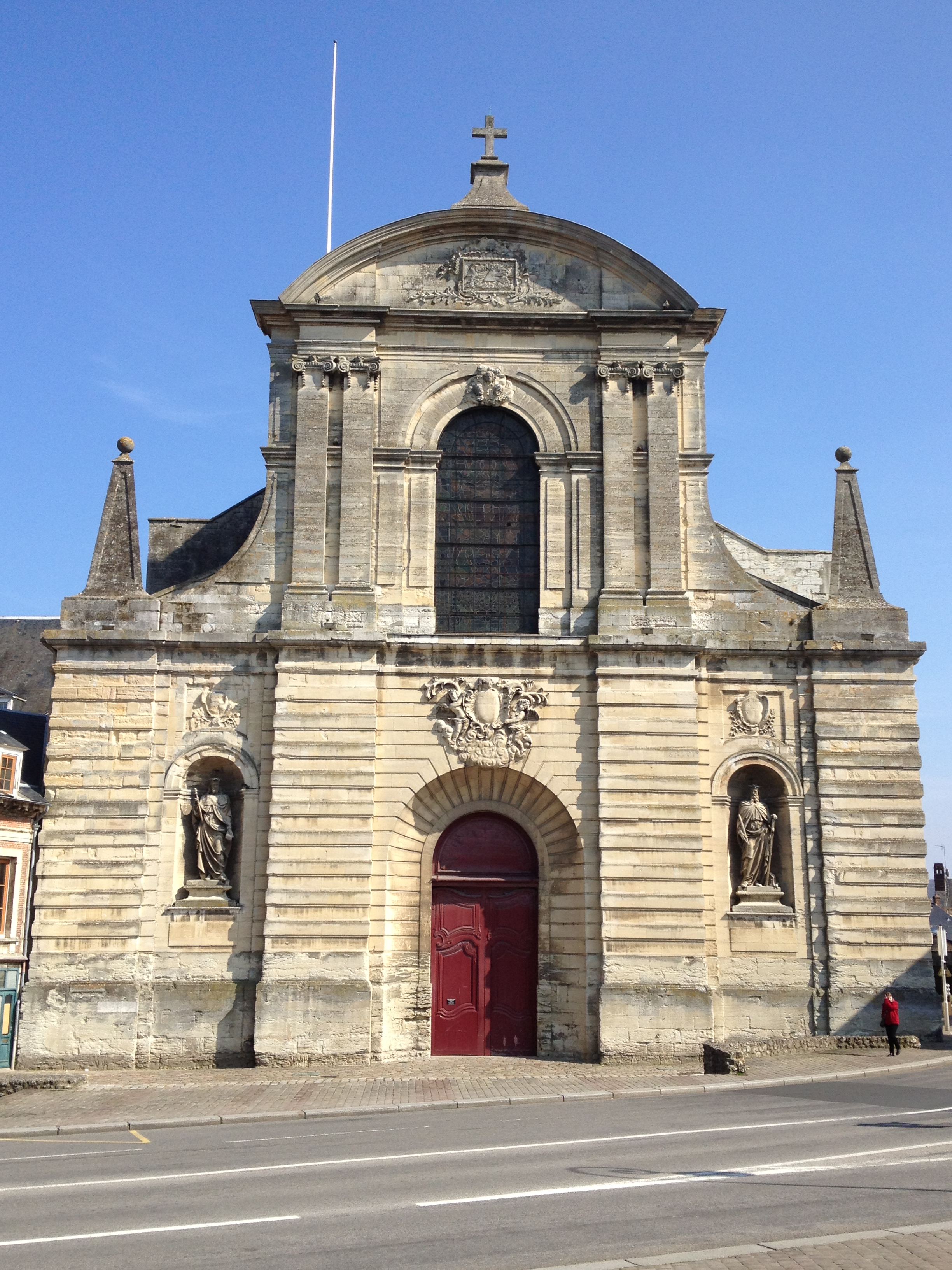
La fachada occidental
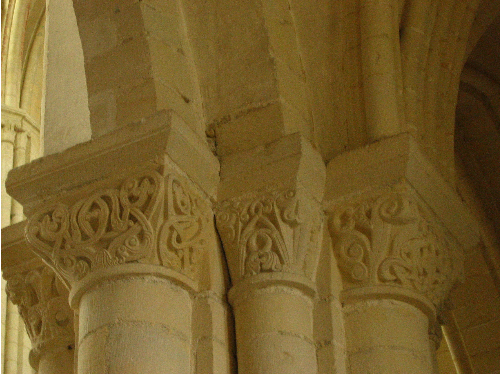
Los capiteles románicos de los deambulatorios
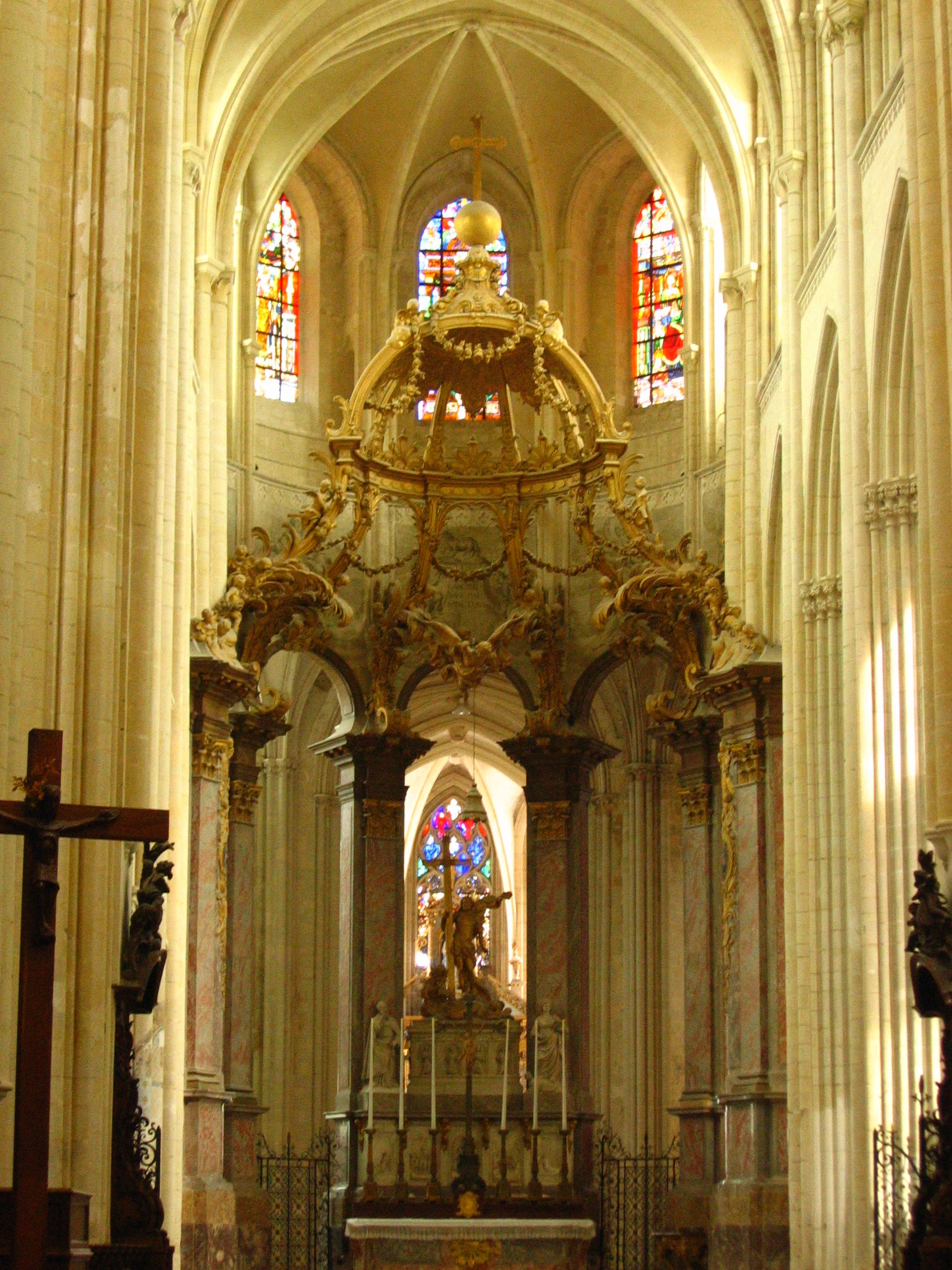
Coro
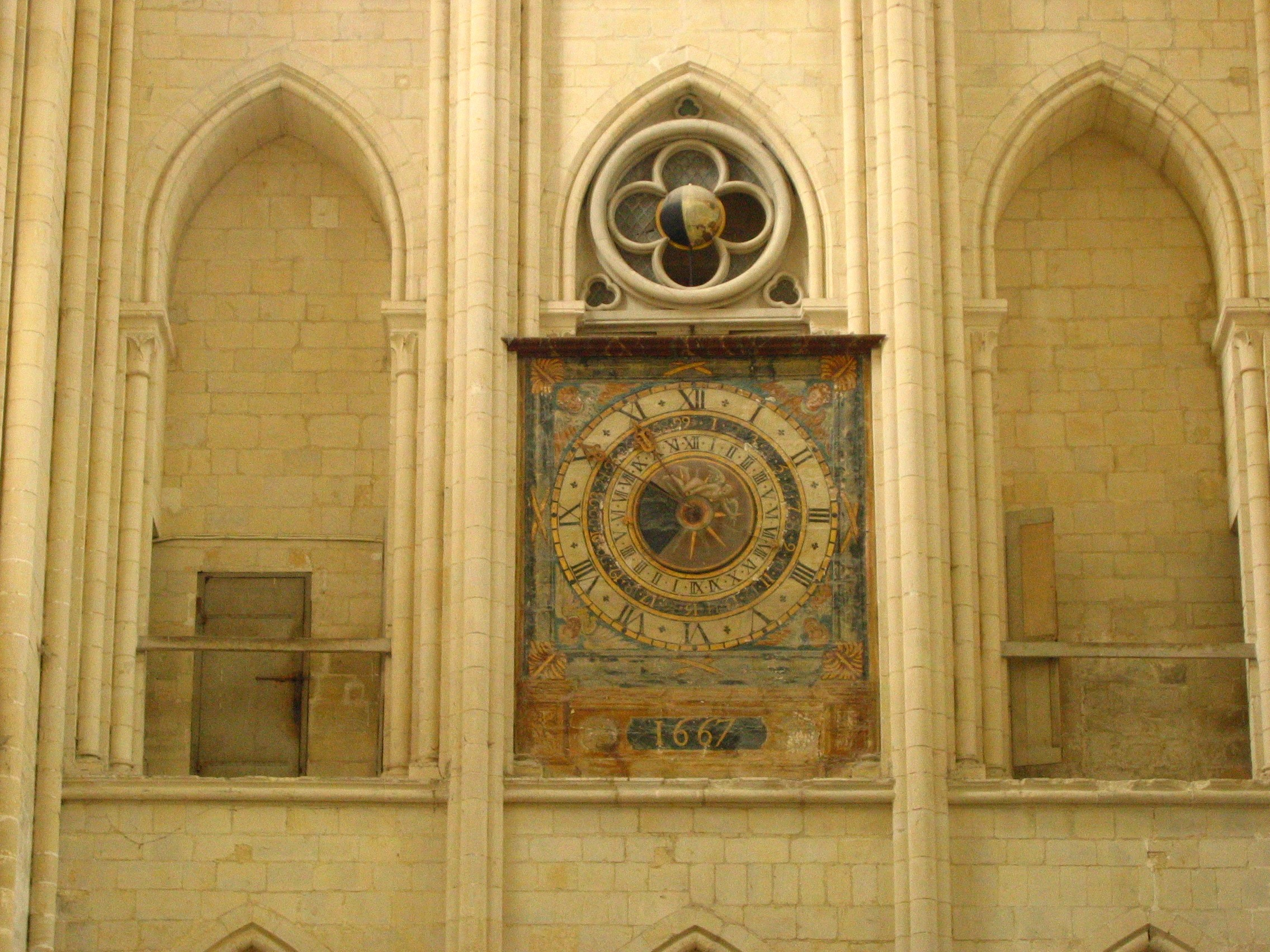
Reloj astronómico
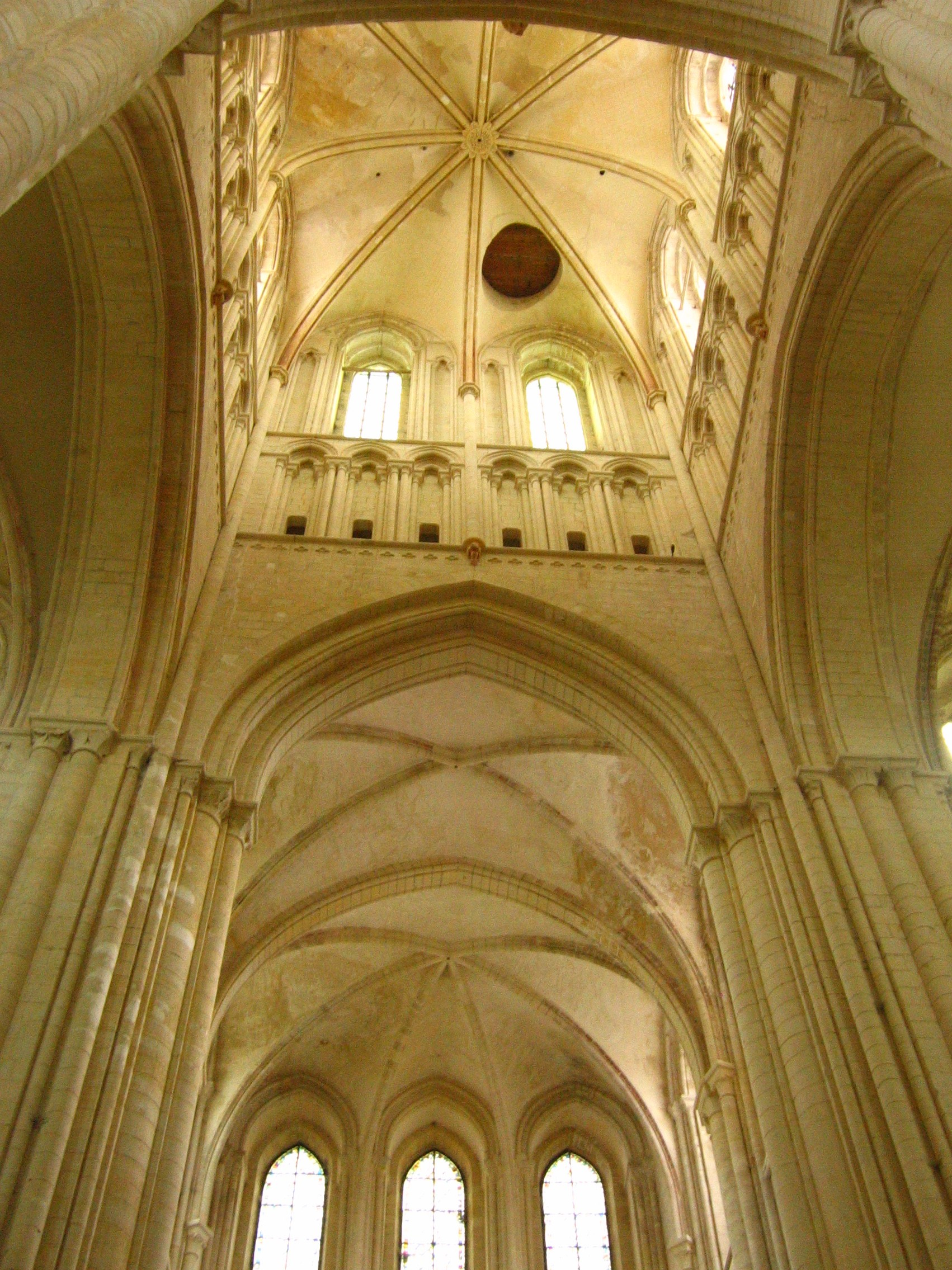
El cimborrio central
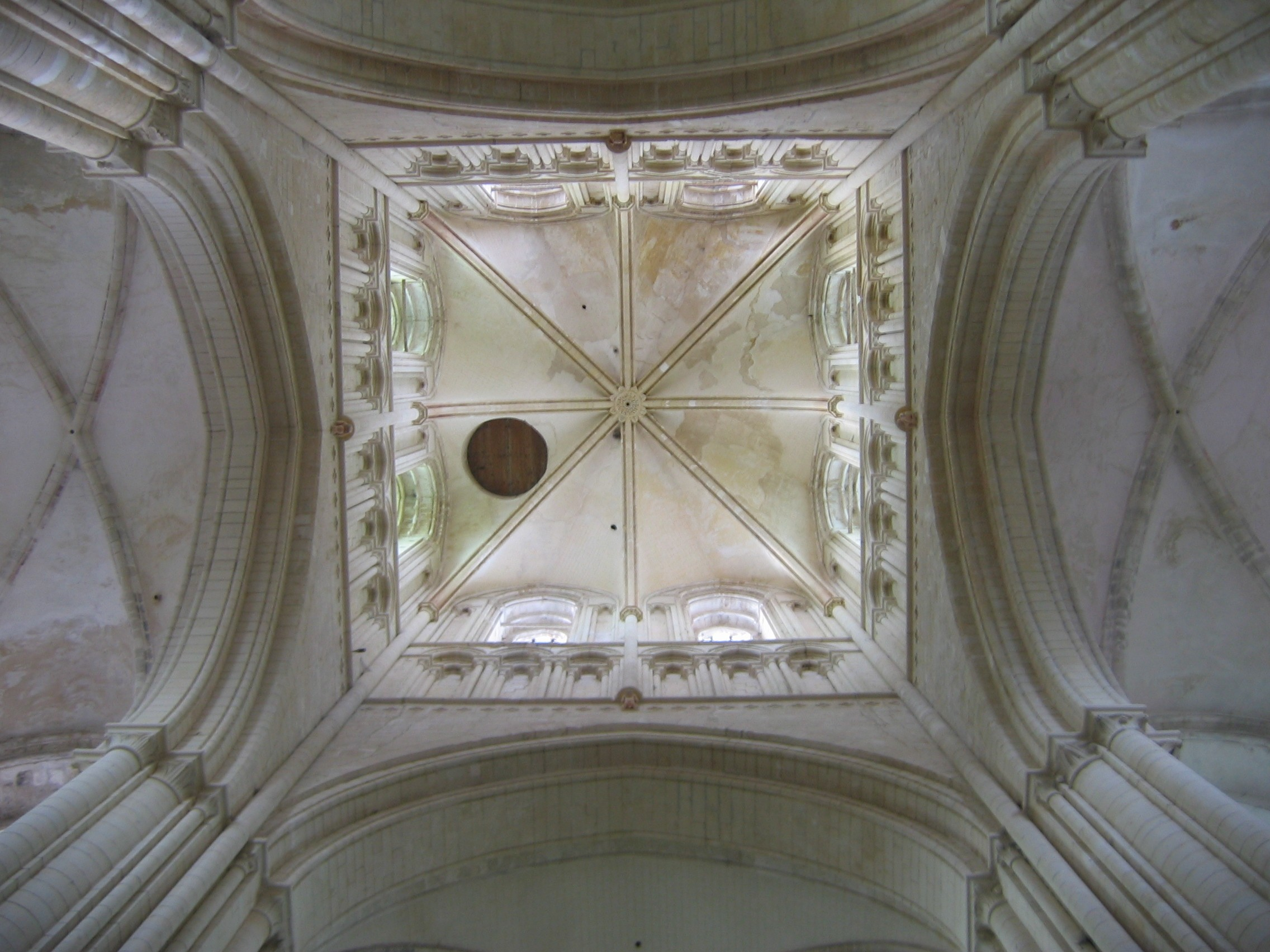
El cimborrio central
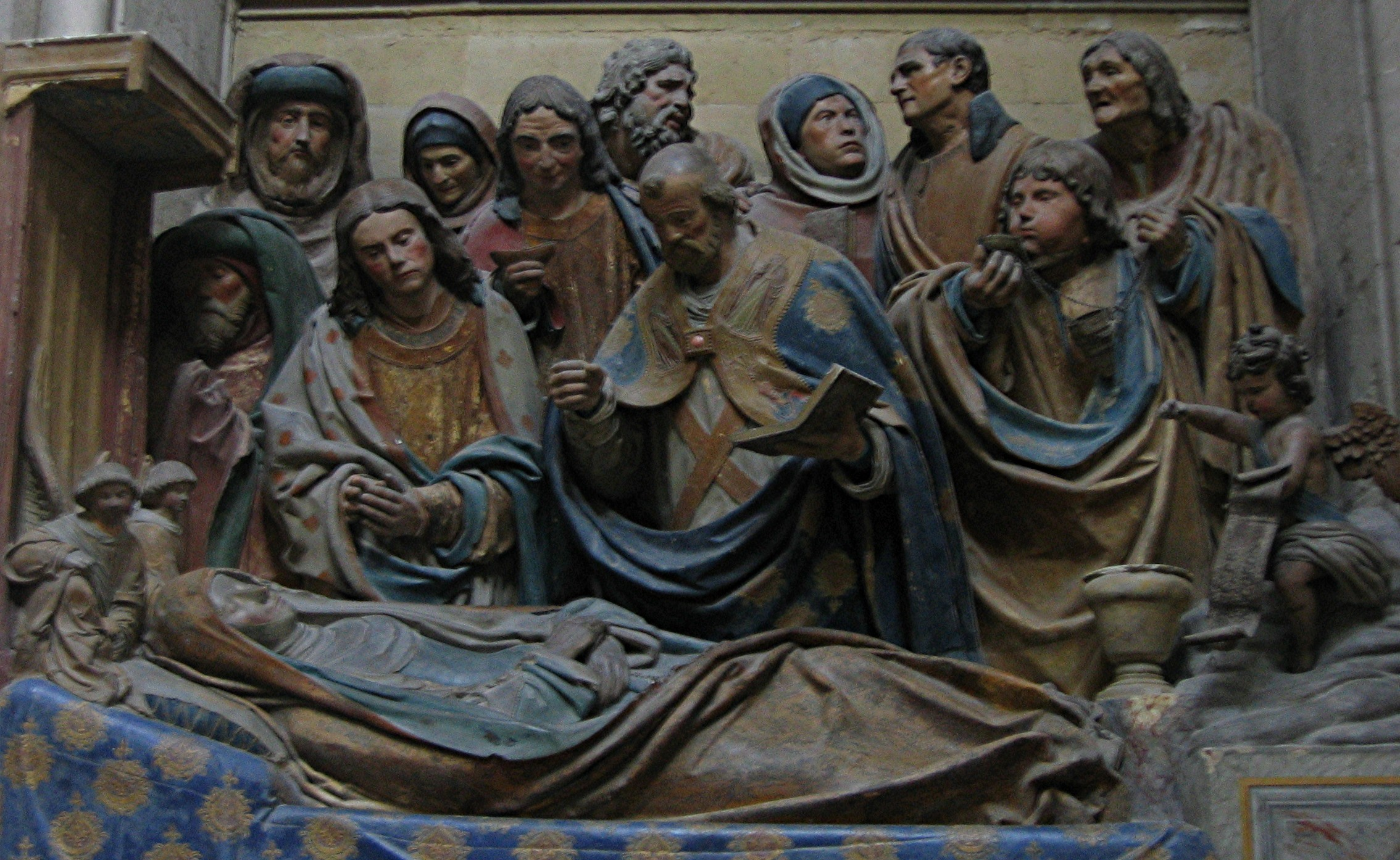
Dormición de la Virgen, siglo XV
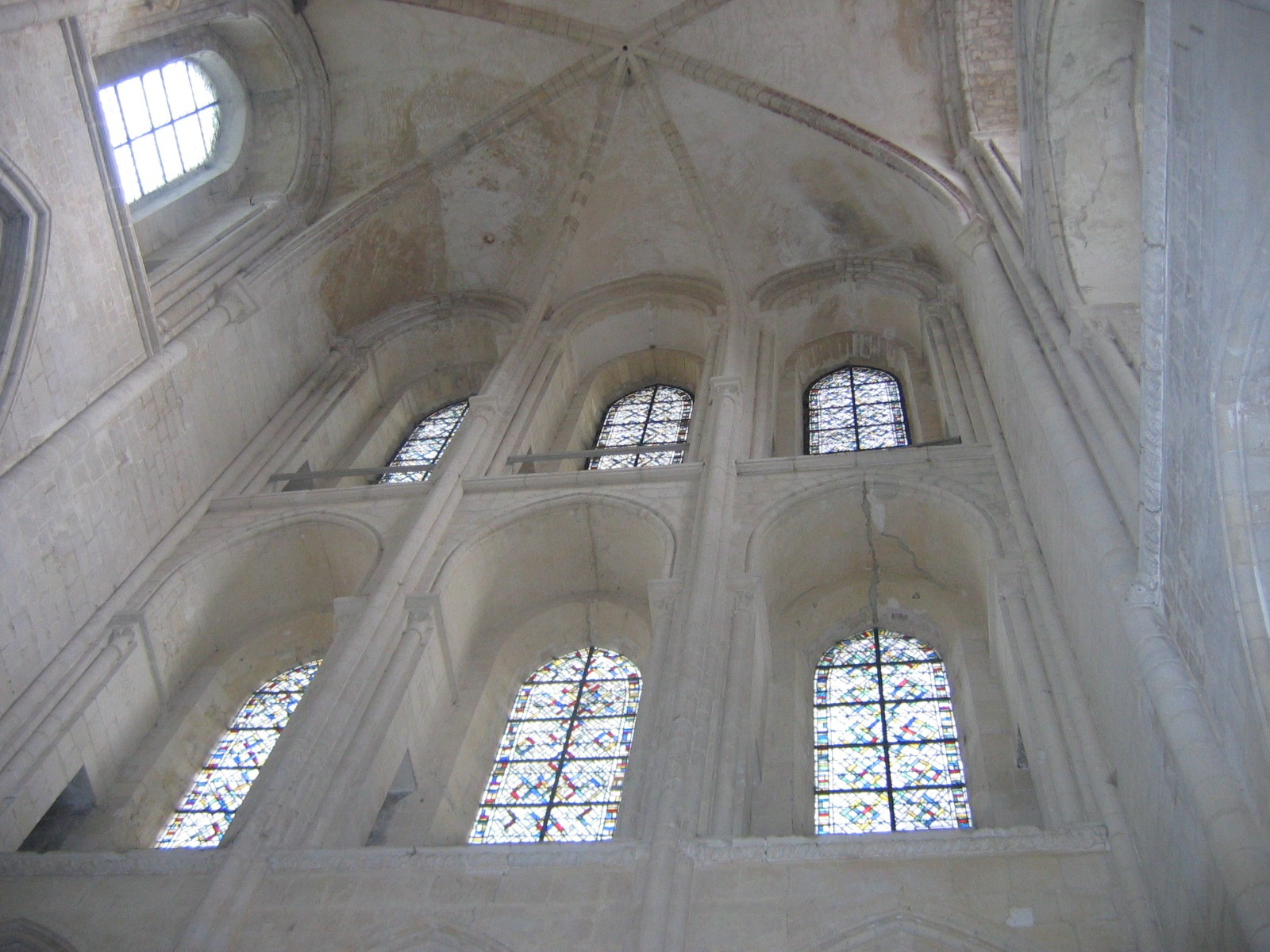
Crucero del transepto
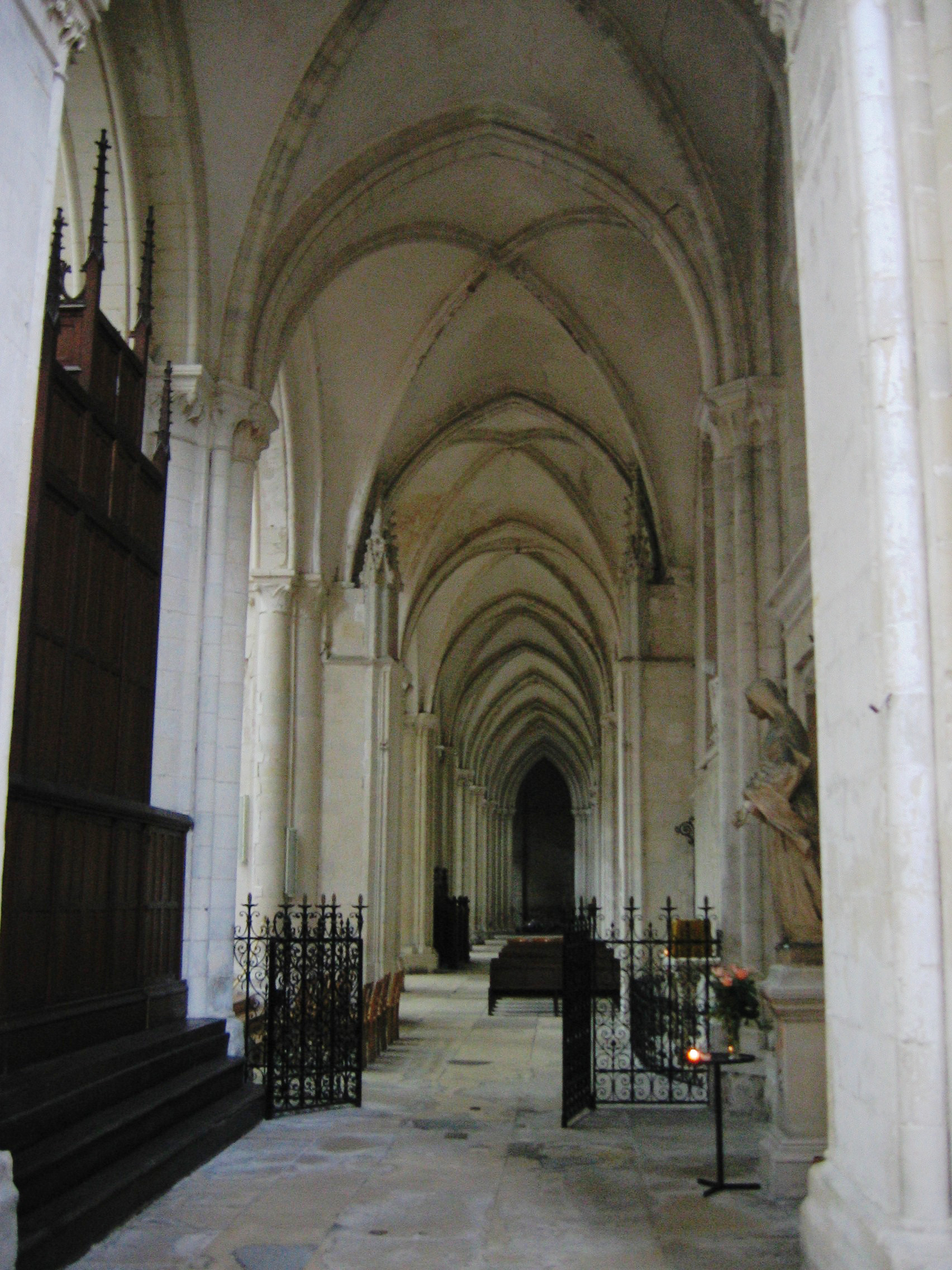
Nave lateral sur